# 新橋駅
新橋駅（しんばしえき）は、東京都港区にある、東日本旅客鉄道（JR東日本）・東京地下鉄（東京メトロ）・東京都交通局（都営地下鉄）・ゆりかもめの駅である。
所在地は、ゆりかもめの駅が東新橋一丁目、その他の駅が新橋二丁目となっている。

## 概要
1872年（明治5年）に日本初の鉄道路線として初代・新橋駅（後の汐留駅、現在は廃駅） - 横浜駅（現・桜木町駅）間が開業し、新橋は日本の鉄道発祥の地として知られる。なお、当駅自体は路線開通後の1909年（明治42年）に開業したものである。1914年（大正3年）に中央駅である東京駅が開業するまで、当駅は東海道本線の起点駅として旅客・貨物両方で東京の玄関口であった。
当駅周辺はビジネス街であり、SL広場（日比谷口駅前広場）は「サラリーマンの街」としてテレビなどメディアの取材やインタビューで度々登場しており、そのためサラリーマン向けの飲食店や飲み屋も多く立ち並んでいる。もともと広大な汐留貨物駅（初代・新橋駅）があった駅東側の汐留エリア（東新橋）は2000年代にオフィスビルを中心とした再開発が行われ、現在は超高層ビルが立ち並ぶ大規模なビジネス街である。

### 乗り入れ路線
当駅には以下の4社・局の路線が乗り入れている。
- JR東日本：東海道本線 - 特定都区市内制度における「東京都区内」および「東京山手線内」に属する。スリーレターコード「SMB」が付与されている。
- 東京メトロ： 銀座線 - 駅番号はG 08。
- 東京都交通局（都営地下鉄）： 浅草線 - 駅番号はA 10。
- ゆりかもめ： 東京臨海新交通臨海線 - 当駅が起点。駅番号はU 01。

JR東日本の駅に乗り入れている路線は、線路名称上は東海道本線1路線のみであるが、運転系統としては以下の4系統が停車し、それぞれ専用の線路が割り当てられている。旅客案内でも以下の系統名で案内されている。
- 東海道線：列車線を走行する東海道本線の中距離電車。駅番号はJT 02。
- 京浜東北線：電車線を走行する東海道本線・東北本線の近距離電車。駅番号はJK 24。
- 山手線：電車線を走行する環状線。駅番号はJY 29。
- 横須賀線：地下線を走行する東海道本線・総武本線の中距離電車。 - 駅番号はJO 18。

## 歴史

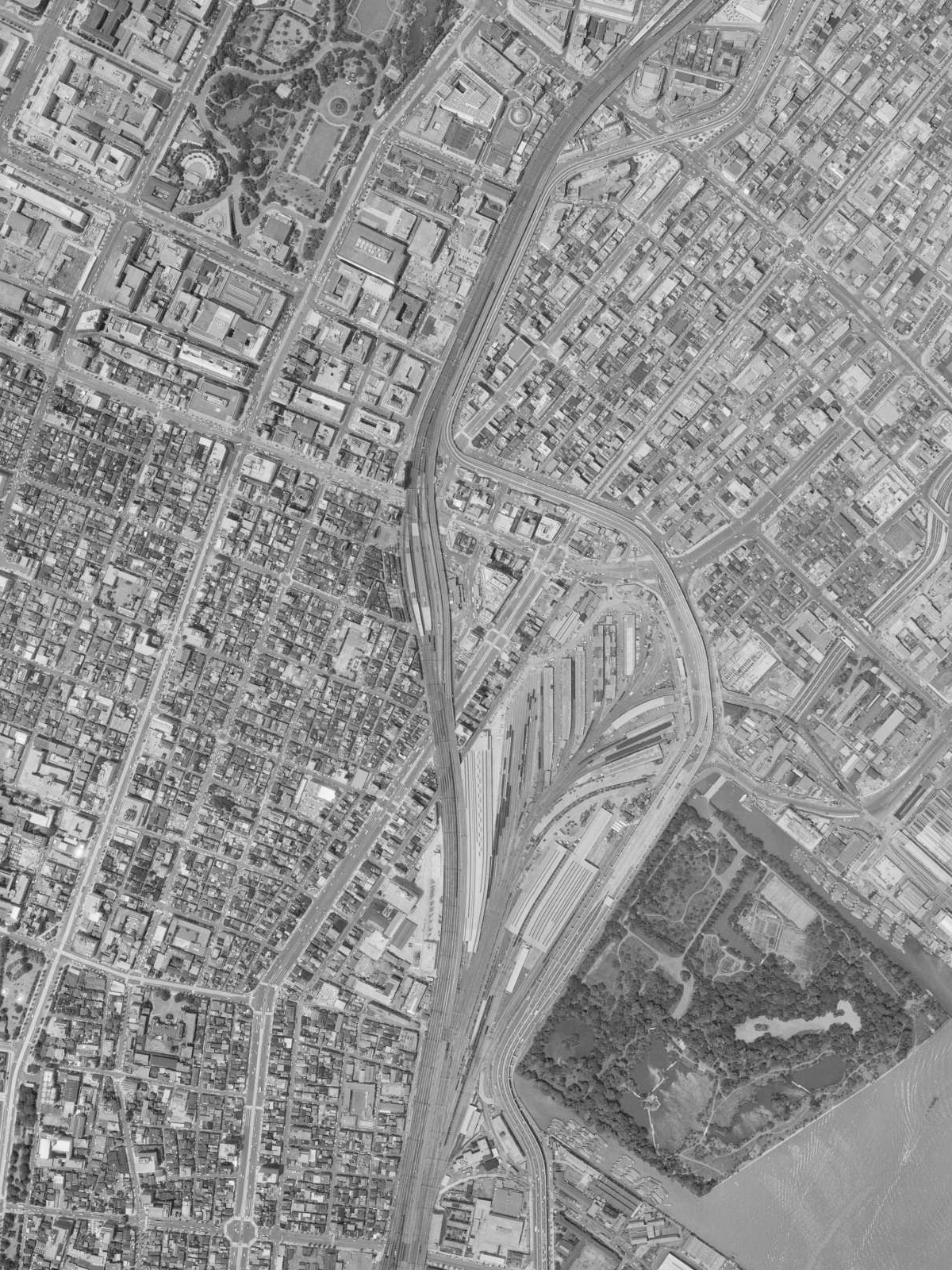
新橋駅周辺の白黒空中写真（1966年6月撮影）

### JR東日本（歴史）

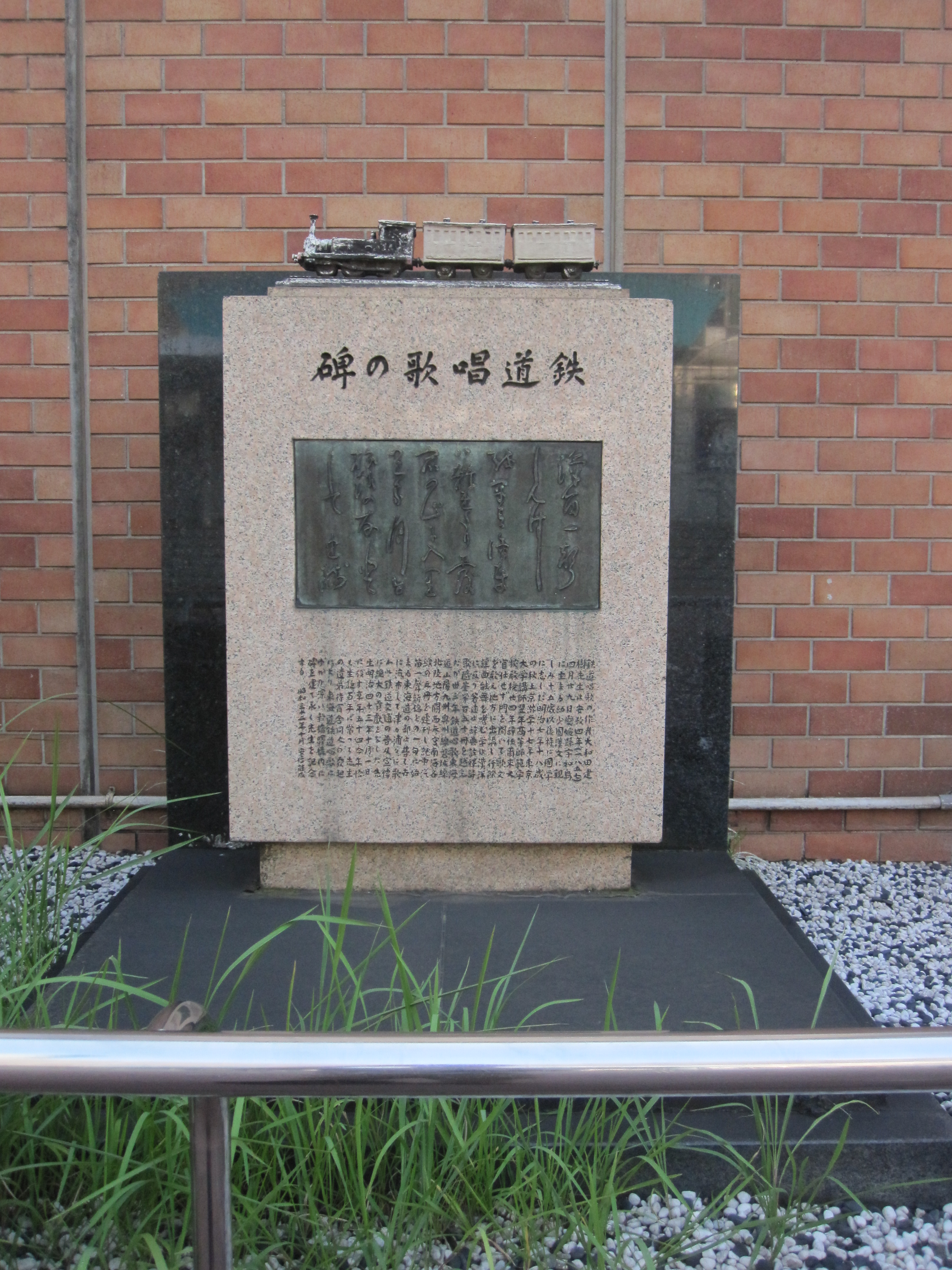
大和田建樹の生誕100周年と鉄道開業85周年に当たる1957年（昭和32年）、新橋駅汐留口前に設置された『鉄道唱歌の碑』。

「新橋」を称する駅が初めて開業したのは1872年10月14日（明治5年9月12日）であり、日本初の鉄道として新橋 - 横浜（現・桜木町）間が正式開業した際、東京側のターミナル駅として開設された。
1909年（明治42年）には、のちに現在の新橋駅となる烏森駅（からすもりえき）が開業。当時は現在の山手線に相当する電車専用駅であった。1914年（大正3年）の東京駅完成により東海道本線の起点が変更され、同時に烏森駅を新橋駅に改称するとともに、初代の新橋駅は汐留駅に改称され、荷物列車と貨物列車の専用駅となった。
開業に遅れて竣工した初代の駅本屋は、辰野葛西建築事務所が設計した万世橋駅を参考に鉄道院が設計したルネサンス様式煉瓦造りであった。その後関東大震災で駅舎の内部を焼失する被害にあったものの、構体そのものの被害は軽微であったことから屋根部分の改修で戦後まで使用されたが、東海道線と横須賀線の分離運転に伴う同線の地下ホームの建設に支障をきたすことから、1970年（昭和45年）に撤去された。
上野東京ライン開業後は東海道本線の乗降客数が増加すると見込まれるため、2013年（平成25年）2月22日に東海道本線のホーム拡幅工事が実施された。上り線を約400メートルに渡って最大0.78メートル西側へ移設してホームの拡幅を実施した。

#### 年表（JR東日本）
- 1909年（明治42年）12月16日：鉄道院の烏森駅として仮本屋で開業[3][4]。旅客営業のみの旅客駅[4]。
- 1914年（大正3年）
  - 3月30日：煉瓦造りの本屋が竣工[3]。
  - 12月20日：東京駅の開業に伴い、新橋駅に改称[3]。同時に従来の新橋駅は汐留駅に改称された[3]。
- 1925年（大正14年）：駅本屋を一部改築[新聞 2]。
- 1949年（昭和24年）6月1日：日本国有鉄道が発足。
- 1968年（昭和43年）
  - 9月25日：駅本屋を東海道新幹線高架下に移転[新聞 2]。
  - 10月1日：荷物の取り扱いを廃止[4]。
- 1976年（昭和51年）10月1日：これまで東海道線と共用していた横須賀線のホームを地下に新設[新聞 3]。新設当初は総武快速線からの品川行き列車が停車。横須賀線列車は1980年（昭和55年）10月1日から地下ホーム発着となる。
- 1987年（昭和62年）4月1日：国鉄分割民営化に伴い、東日本旅客鉄道（JR東日本）の駅となる。
- 1988年（昭和63年）3月13日：京浜東北線の快速運転開始に伴い、日中は同線が通過するようになる。
- 1990年（平成2年）
  - 11月17日：烏森口に自動改札機を設置[5]。
  - 11月24日：日比谷口、銀座口に自動改札機を設置[5]。
  - 12月1日：汐留地下口に自動改札機を設置[5]。
- 2001年（平成13年）11月18日：ICカード「Suica」の利用が可能となる[報道 1]。
- 2013年（平成25年）4月21日：東海道本線プラットホーム拡幅工事を実施[新聞 1]。
- 2015年（平成27年）3月14日：上野東京ライン開業により、宇都宮線・高崎線・常磐線の乗り入れを開始。
- 2022年（令和4年）3月28日：駅ナカ商業施設「エキュートエディション新橋」が開業[報道 2]。

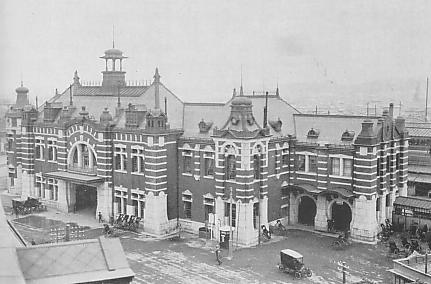
絵葉書・大正時代の新橋駅
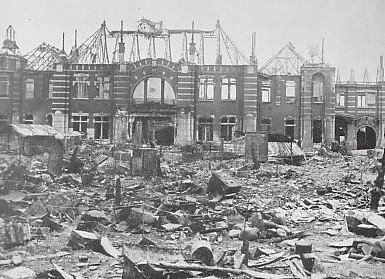
関東大震災で内部を焼失した新橋駅

### 東京メトロ（歴史）
1934年（昭和9年）6月21日に東京地下鉄道の駅が開業した。元々は現在の都営浅草線が走っている品川駅方向に向かって計画されていたが、建設当時には渋谷駅方面を目指して計画が変更されており、それに沿って建設された。
1939年（昭和14年）1月15日には同駅から建設していた東京高速鉄道の駅が開業した。同社は東京地下鉄道の規格に合わせて建設されており、1935年（昭和10年）には直通運転の協定を結んでいたものの東京地下鉄道側の準備が整わなかったことから、同年9月16日に相互乗り入れを開始するまでの8か月間、東京高速鉄道側で独自に建設した駅ホームを使用していた。
なお、この東京高速鉄道の新橋駅ホームは同社と東京地下鉄道の不仲により、東京高速鉄道側がやむを得ず急遽建設したホームとして言及される事例があるが、実際には1936年（昭和11年）5月に地下鉄道・高速鉄道双方が合意して結んだ施工協定に基づき、東京高速鉄道側が自社線の列車の一部を折り返させるホームとして、計画して工事を行っていたものである。
その後、両社は1941年（昭和16年）9月、陸上交通事業調整法に基づく戦時下の交通事業統制によって帝都高速度交通営団（営団地下鉄）に統合されるが、運行体制を引き継いで現在に至る。当時の東京高速鉄道のホームは撤去されずに留置線として利用されている（「駅構造」参照）。このホームは現行の銀座線電車の床面より15センチ程高くなっている。なお、東京メトロによると、東京高速鉄道時代の新橋駅の設計図などは現存していないため、東京高速鉄道新橋駅の正確な駅構造は不明とされている。そのため、駅の構造や車両の大きさなど基本的な部分は変わっていないにも拘らず、なぜ新橋駅だけ電車の床面よりホームが高くなっているのかは判明していない。
1945年（昭和20年）1月27日に連合国軍機の空襲を受け銀座駅の水道管が破裂し新橋駅 - 日本橋駅間のトンネルが浸水したため、新橋駅 - 渋谷駅間で折り返し運転を行うこととなった。同年3月10日に全面運行が再開された。
現在使用されている東京地下鉄道のホームは、日本橋駅の銀座線ホームと同様に島式ホームであったが、利用客の増大により1980年（昭和55年）9月から混雑緩和のためホームを分離させ、従来のホームを渋谷方面とし、浅草方面に単式ホームを新設してこれに割り当てている。なお、虎ノ門寄りには島式ホーム時代の浅草方面の駅名標が残されていたが、2023年（令和5年）現在では、他と同様の物に交換されている。
2002年（平成14年）には乗り心地の改善と保安度の向上のため、新橋駅浅草方の道床更新・曲線改良をし、それに伴ってホームの拡幅工事が必要となったことから、8月25日の始発から午前8時50分まで銀座 - 溜池山王間を運休させた。
営団地下鉄の駅は2004年（平成16年）4月1日の民営化に伴い、東京メトロの駅となって、現在に至る。

### 東京都交通局（歴史）
1960年（昭和35年）12月4日に押上駅 - 浅草橋駅間が開業した都営地下鉄1号線（現・浅草線）は、1963年（昭和38年）12月12日に当駅まで延伸開業した。なお、1963年（昭和38年）2月28日の人形町駅 - 東銀座駅間の開業時より汐留信号所として先行使用を開始していた。これは、当駅周辺の土地確保が難航したことなどにより、当初の予定が変更されたためである。この信号所は、東銀座駅発着列車の折り返しのために使用されていた。

#### 年表（東京都交通局）
- 1963年（昭和38年）
  - 2月8日：1号線の人形町 - 東銀座間の開業時に汐留信号所が開設。
  - 12月12日：1号線東銀座駅から延伸された際の終着駅として開業。汐留信号所は廃止。
- 1964年（昭和38年）12月12日：1号線が大門まで延伸され、途中駅となる。
- 2019年（令和元年）
  - 10月5日：ホームドアの使用を開始[報道 5]。
  - 10月20日：定期券発売所が営業を終了[10]。

### ゆりかもめ（歴史）
1995年（平成7年）11月1日の開業当時、当駅は現在の汐留シティセンターと日本テレビタワーの中間に位置した相対式ホーム・2面2線の仮設駅となっており、分岐器もカーブを曲がった先、汐留駅の手前に設置されていた。2001年（平成13年）3月22日に仮設駅より少し西へ移動し、現在の駅が開業した。仮設駅のあった場所には新たな分岐器が設置され、元の分岐器は使用停止となっているが、現在も軌道跡が残っている。

## 駅構造
JR東日本の改札は北改札・南改札・汐留地下改札の3か所である。出口は、北改札に日比谷口・銀座口が、南改札に烏森口・汐留口がある。山手線・京浜東北線・東海道線のホームは高架部に、横須賀線のホームは東口地下にある。また、東京メトロ銀座線のホームは駅北側の地下に、都営地下鉄浅草線のホームは駅東側の地下に、ゆりかもめのホームは東口駅前広場の高架上にある。

### JR東日本（駅構造）
駅長配置の直営駅で、当駅のほかに有楽町駅を管理している。また、浜松町駅と当駅を融合した新橋営業統括センターの所在駅であり、浜松町駅は当センターの傘下である。高架部に東海道線・山手線・京浜東北線の島式ホーム3面6線と、地下に横須賀線の島式ホーム1面2線を有する。横須賀線のホームは、東京寄りの4両分をシールド工法で、それ以外の11両分を開削工法で建設した。横須賀線ののりば番号は、地上ホーム番線からの通し番号（7・8番線）ではなく、1番線から振り直している。ホームは曲線部に位置しているため、いずれのホームも立ち番の駅員が常駐する。カーブ上にあるため、電車とホームの間が広く開く。山手線および京浜東北線ホームにはホームドアが設置されている。
改札内コンコースと各ホームを連絡するエスカレーターやエレベーターが設置されている。ただし、山手線内回り・京浜東北線大宮方面ホームのエスカレーターは日中帯はすべて上り（ホーム方向）運転で、下り（コンコース方向）運転は平日朝の通勤時間帯のみとなっている。
烏森口改札内コンコースの一部には途中に階段が設置されている。3・4番線ホームの浜松町寄りに、「一声園」と称するミニ庭園が設置されている。
一階の汐留口や銀座口付近、および地下一階の横須賀線ホームへ通じる駅改札内地下通路の、ちょうど東海道新幹線の高架下にあたる部分は東海旅客鉄道（JR東海）の敷地である。そのため、当駅にはJR東海の列車は停まらないが、JR東海リテイリング・プラスが管理運営するベルマート、飲料水自動販売機、コインロッカーなどが設置されている。
2010年（平成22年）9月に駅施設のリニューアルが発表され、2016年度（平成28年度）までの完成を目処に同年11月から工事に着手した。その内容は次のとおり。
- 南北の改札内コンコースを一体化して拡幅、ホームとを連絡するエスカレーターの増設、乗客用エレベーターの新設
- 日比谷口・銀座口の改札口を1か所に集約
- 南北の改札内コンコースに各1か所設置しているトイレを北側に移設・集約
- 高架橋の耐震補強・改築工事
- 山手線・京浜東北線・東海道線ホームの上屋を撤去し、大屋根を設置

2014年（平成26年）9月2日には、地下1階コンコースにてショッピングスポット「グランゲート新橋」がオープンした。2020年（令和2年）10月29日には、汐留地下改札外にて駅ナカシェアオフィス「STATION BOOTH」が開業した。
このほか、みどりの窓口のほか、北改札、南改札、みどりの窓口内には指定席券売機が設置されている。

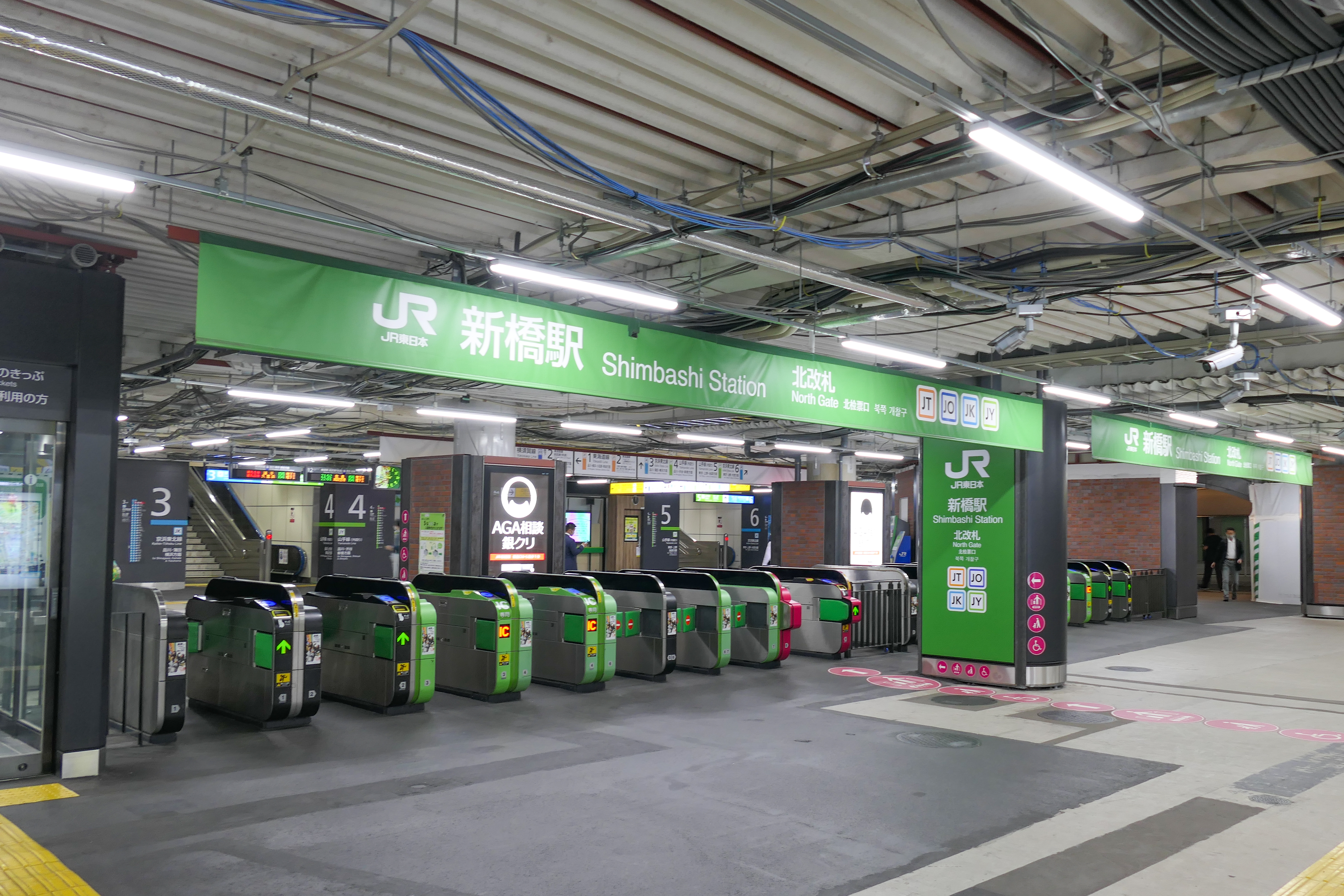
北改札（2021年9月）
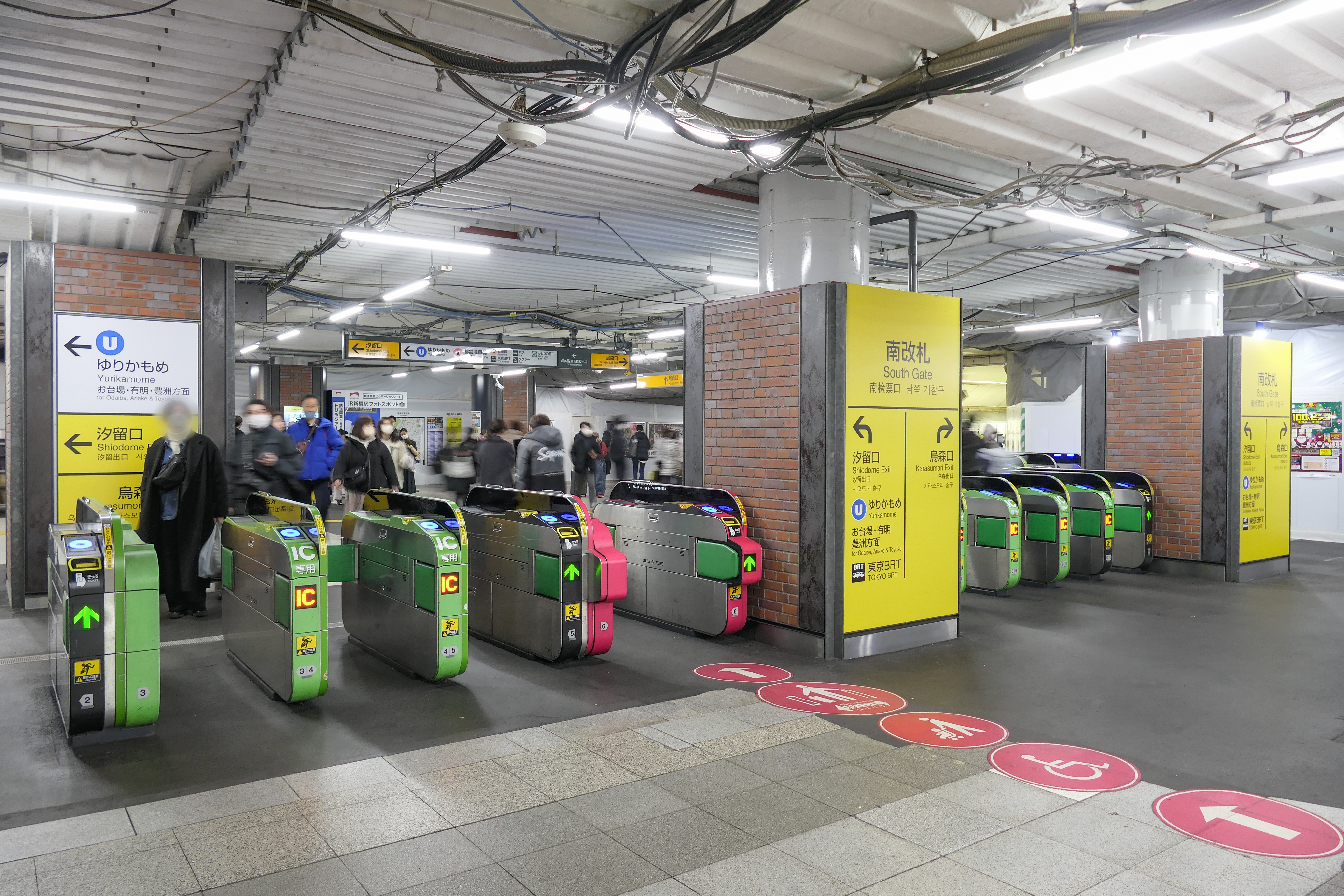
南改札（2022年12月）
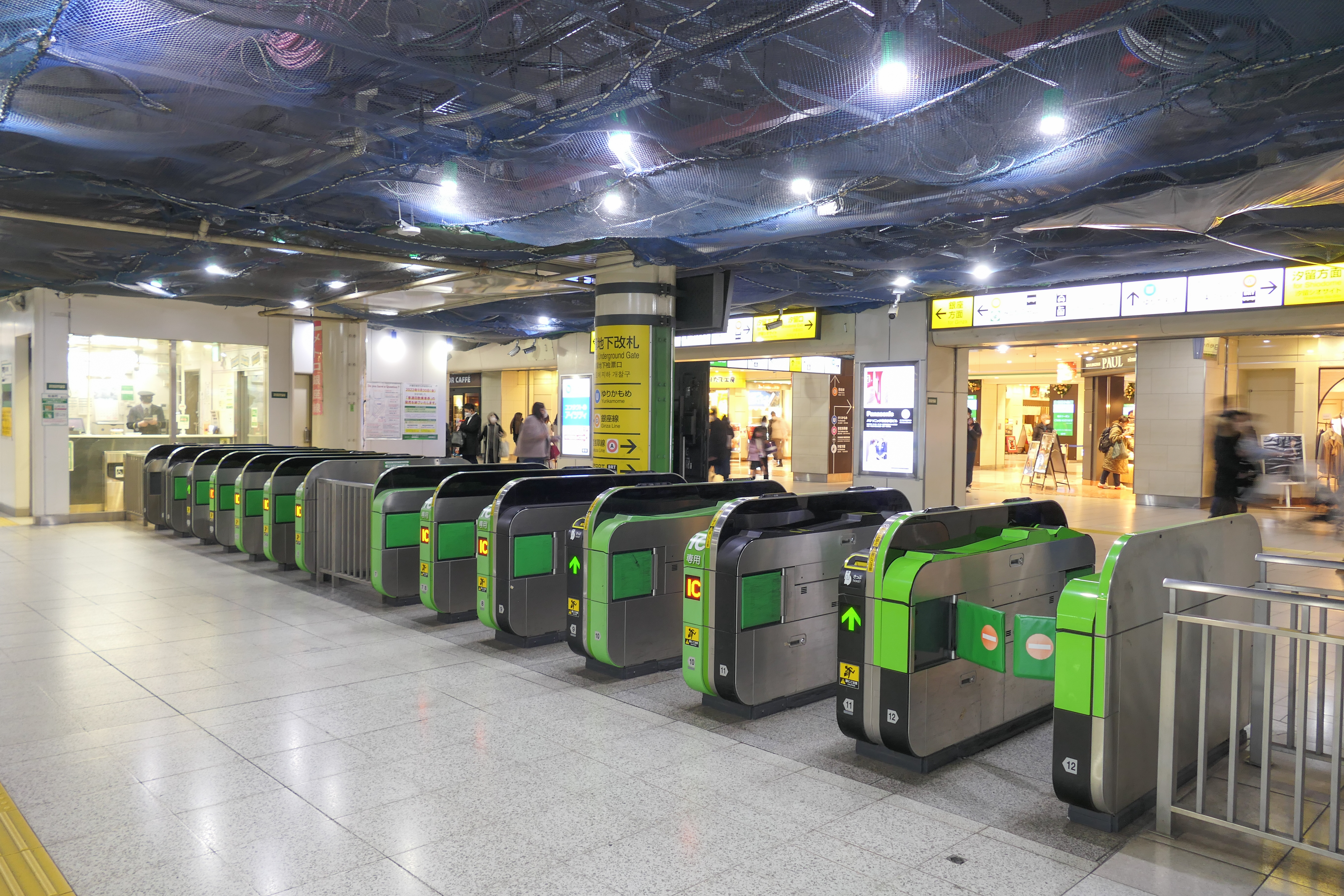
汐留地下改札（2022年12月）
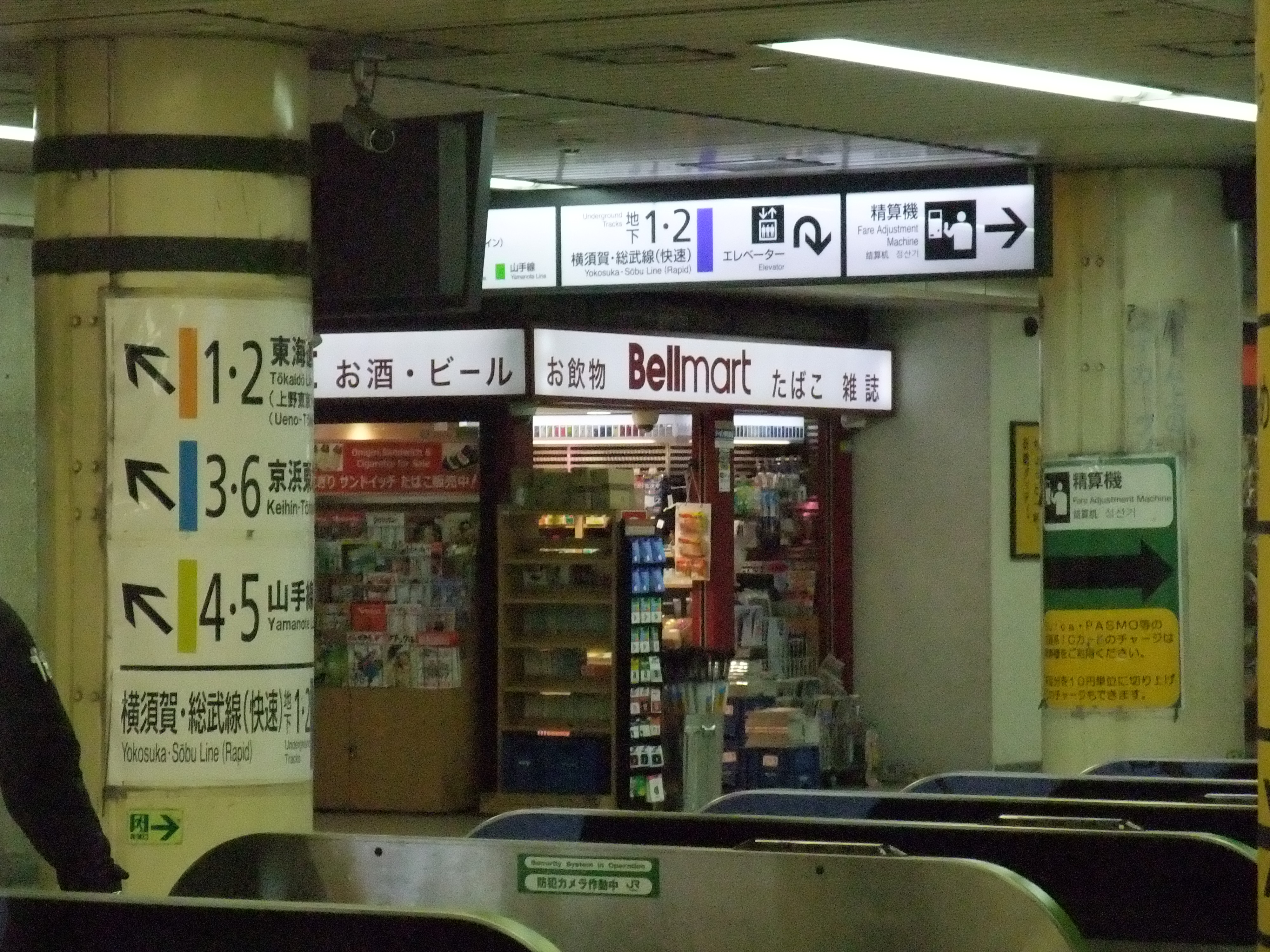
JR東海が運営するベルマート（2018年12月）

#### のりば（JR東日本）
| 番線       | 路線                        | 方向   | 行先                                     |
| ---------- | --------------------------- | ------ | ---------------------------------------- |
| 地上ホーム |                             |        |                                          |
| 1          | 東海道線                    | 下り   | 品川・横浜・小田原・熱海方面             |
| 2          | 東海道線 （上野東京ライン） | 上り   | 東京・上野・大宮・宇都宮・高崎・水戸方面 |
| 3          | 京浜東北線                  | 南行   | 品川・蒲田・横浜方面                     |
| 4          | 山手線                      | 外回り | 品川・渋谷・新宿方面                     |
| 5          | 山手線                      | 内回り | 東京・上野・池袋方面                     |
| 6          | 京浜東北線                  | 北行   | 東京・上野・大宮方面                     |
| 地下ホーム |                             |        |                                          |
| 1          | 横須賀線                    | 下り   | 品川・横浜・鎌倉方面                     |
| 2          | 横須賀・総武線（快速）      | 上り   | 東京・船橋・千葉方面                     |

- 京浜東北線の電車は日中は快速運転のみであり当駅を通過する一方で、東海道線（上野東京ライン）および横須賀・総武線（快速）は特急列車を除き全列車が停車する[注 1]。逆に、京浜東北線において新橋駅の隣にあたる浜松町駅には東海道線や横須賀・総武線列車用ホームがなく全列車が通過するが、京浜東北線快速電車は停車する（千鳥停車）。
- 常磐線から直通する上野東京ラインは、次の品川駅で終点となり、品川駅は常磐線用ホームへ到着するため、横浜方面の東海道線に向かう場合は、当駅で乗り換える放送を流すことがある。

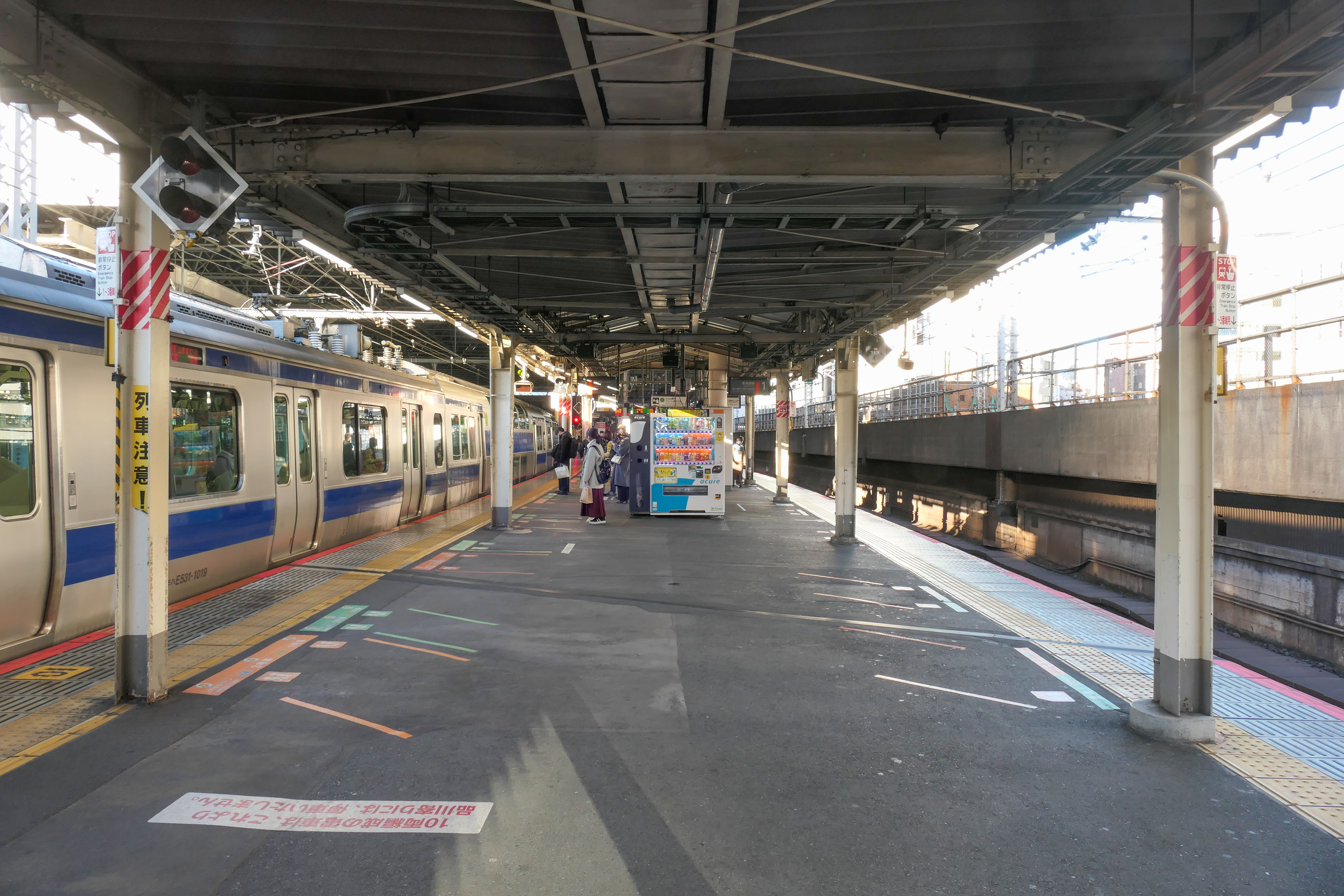
1・2番線ホーム（2022年12月）
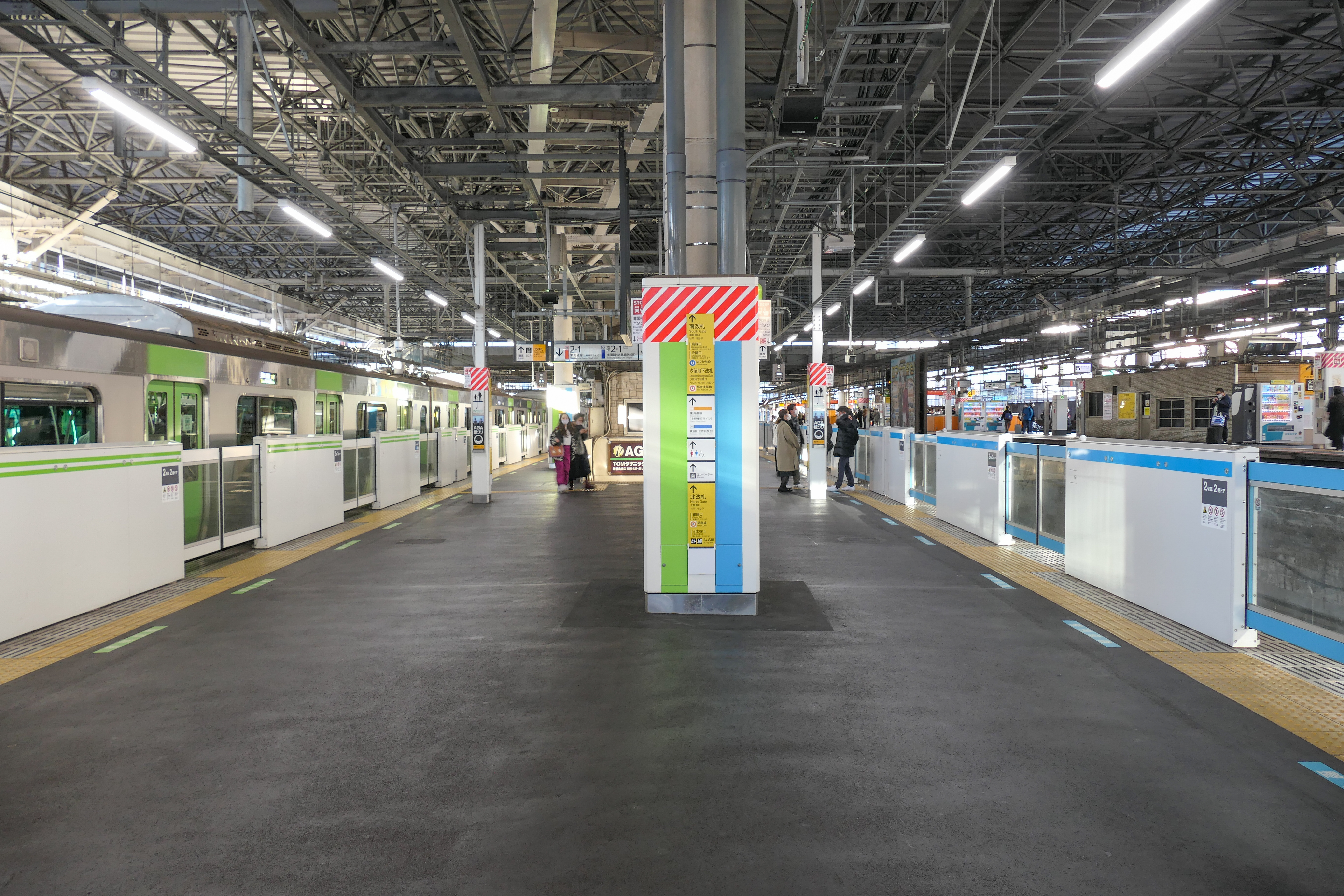
3・4番線ホーム（2022年12月）
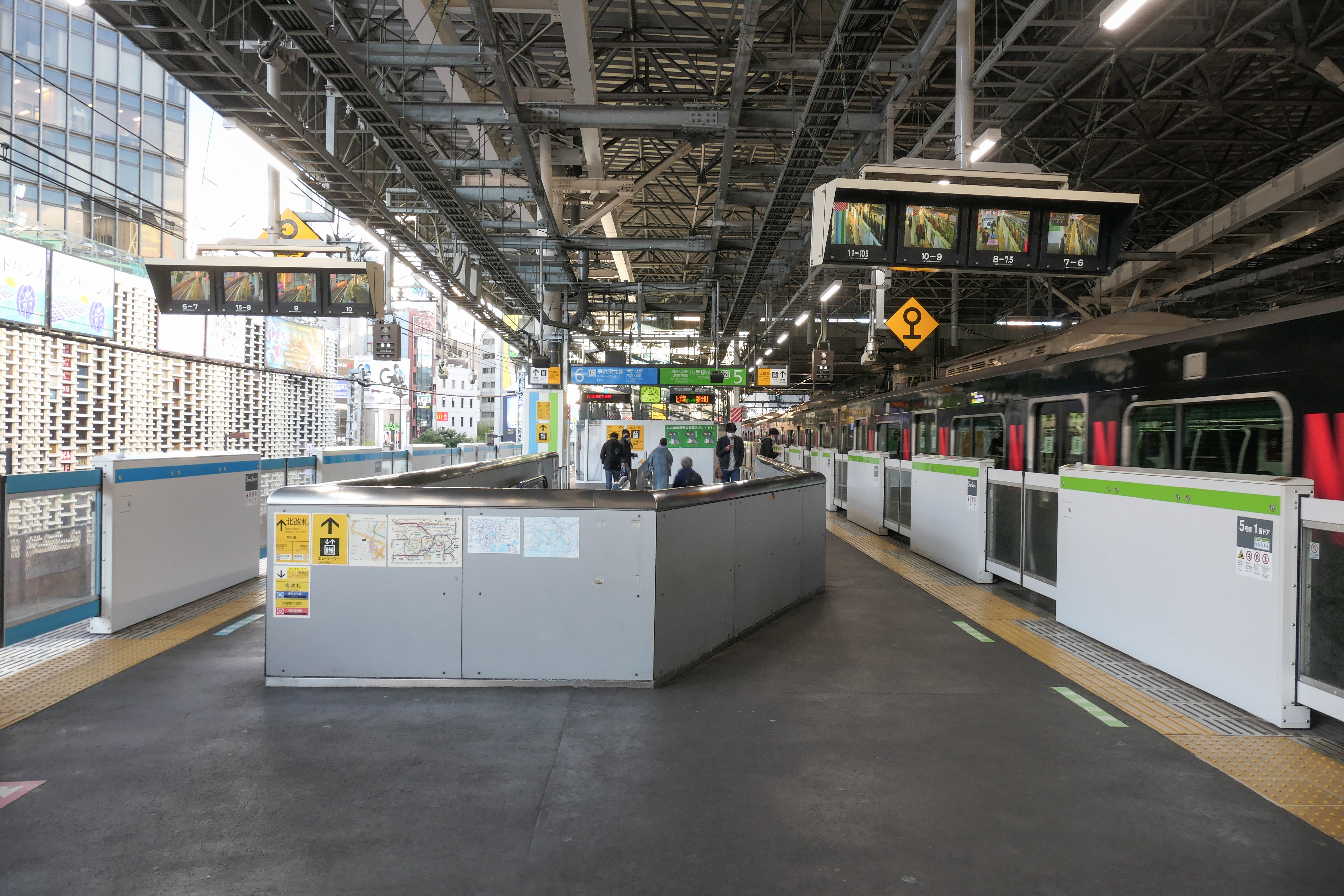
5・6番線ホーム（2022年12月）
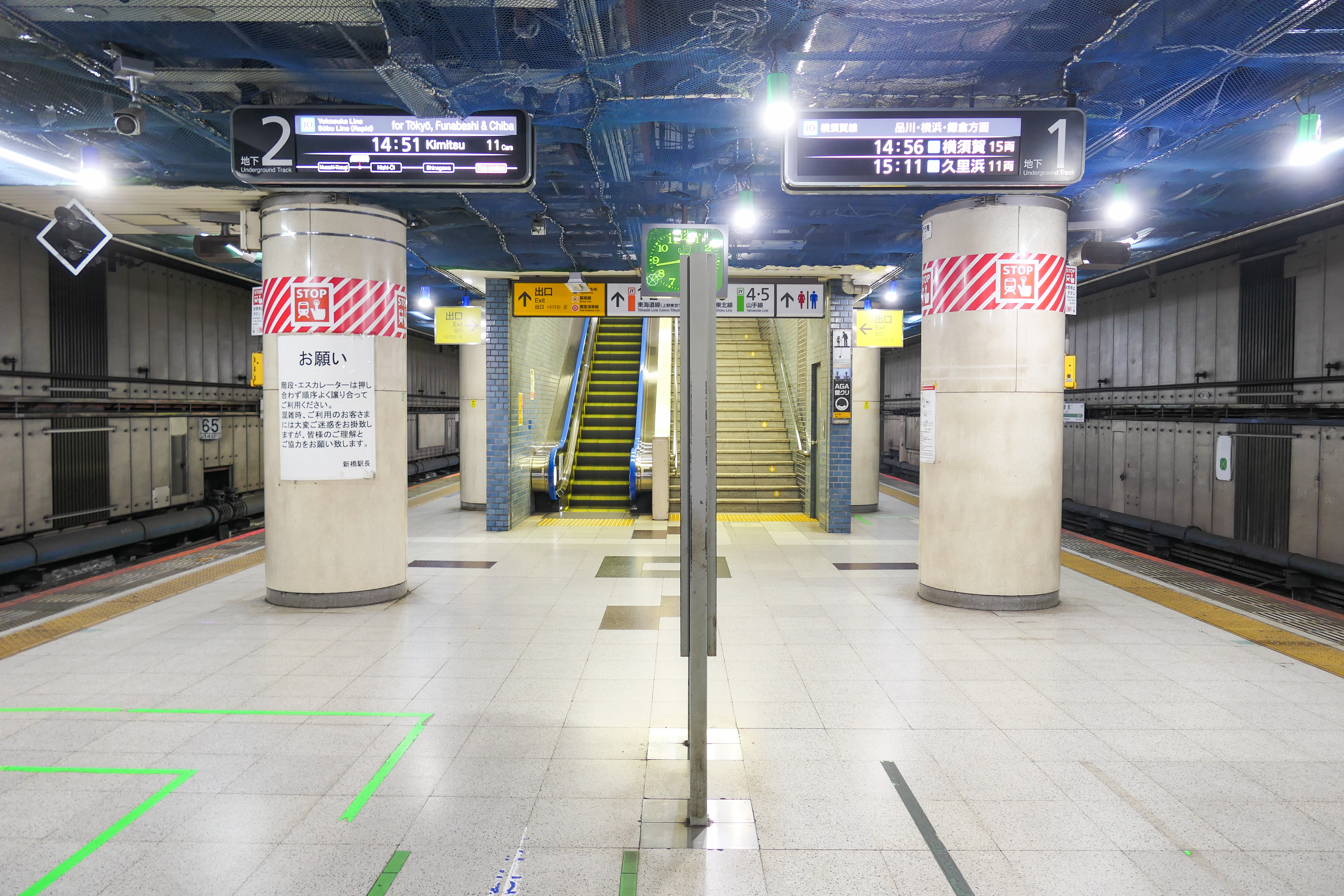
地下1・2番線ホーム（2022年12月）

### 東京メトロ（駅構造）
単式ホームが2つある、変則相対式ホーム2面2線を有する地下駅である。以前は島式ホームであった。このホームは、現在の銀座線を浅草側から開業・延伸していった東京地下鉄道時代に終着駅として使われていたものを改良したものである。
渋谷方面から当駅に到着する直前に2本の留置線がある。これは現在の銀座線を渋谷側から開業・延伸していった東京高速鉄道の駅で、開通1年足らずの間だけ使用された頭端式ホームの形態（有効長は2両分）であった。「高速」と「地下」の直通運転後は旅客営業では使用されなくなり、のちにホームの一部が業務用の会議室や通路などに転用されたが、一部は当時のままで残存している。現在は留置線となっており、浅草駅から回送された1本が夜間留置される。この留置車両の出庫を兼ねた、当駅始発浅草行きが土休日早朝に設定されている（平日は浅草まで回送）。この施設は通常東京メトロ社員や関係者のみしか立ち入ることができないが、時たま行われる各種イベントなどで一般に公開されることがあり、テレビ番組でも何度か取り上げられた（入り口は8番出口への通路の途中にある）。鉄道ファンなどの間では「幻の新橋駅」の通称で知られている。
エスカレーターは1番線の虎ノ門寄りと2番線の銀座寄りに、エレベーターは両ホームの中央にあり、それぞれ改札内コンコースと連絡している。また、4番出入口付近にエレベーター専用出入口が設置されている。7番出口から先、公共地下通路（内幸町地下通路）につながる入口がある。また、7・8番出口に近い渋谷寄りの改札は渋谷方面行の1番線ホームへ直結している。
当駅は、「銀座駅務管区 新橋地域」として近隣の駅を管理している。

#### のりば（東京メトロ）
| 番線 | 路線   | 行先     |
| ---- | ------ | -------- |
| 1    | 銀座線 | 渋谷方面 |
| 2    | 銀座線 | 浅草方面 |

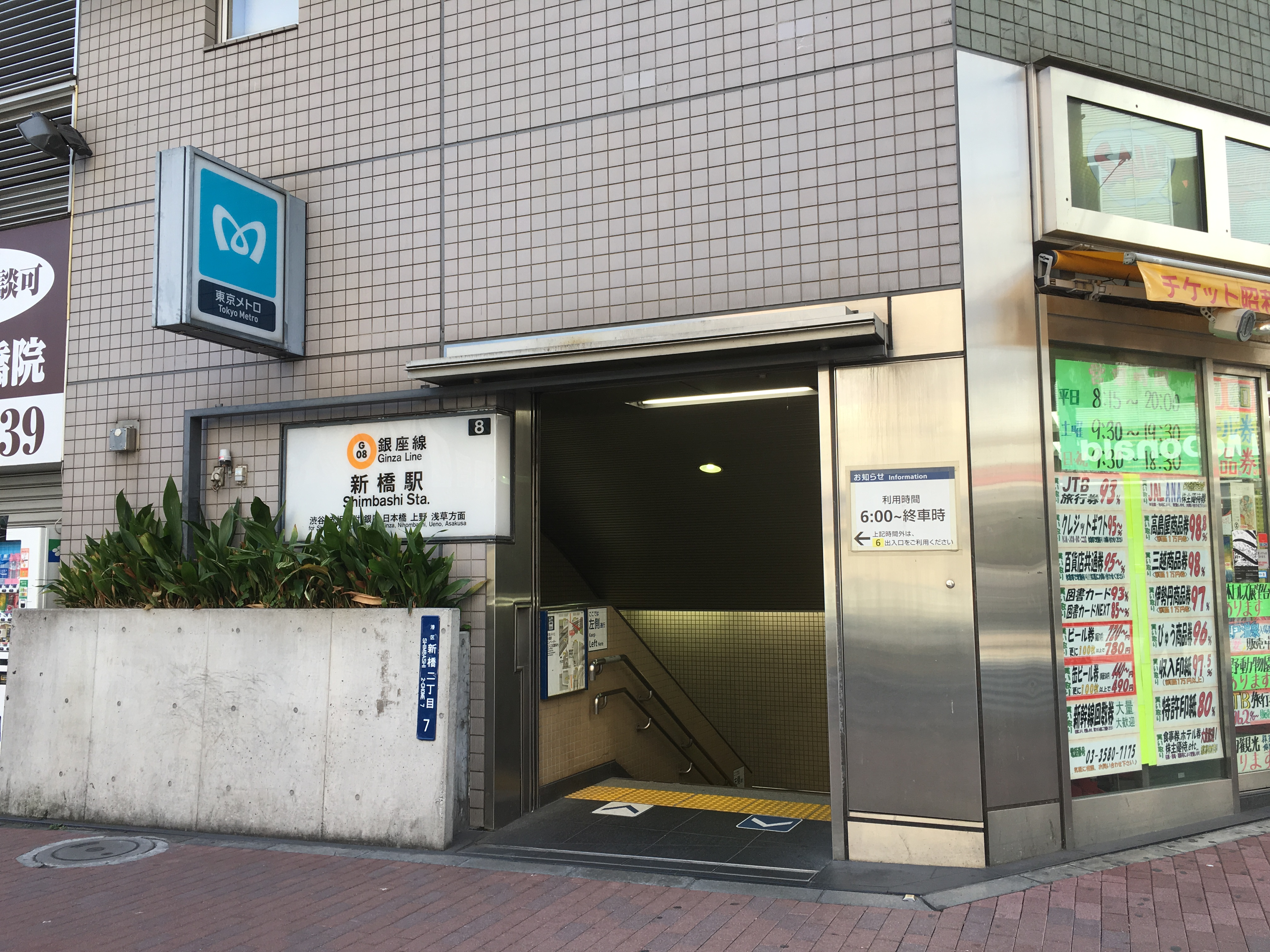
8番出入口（2019年11月）
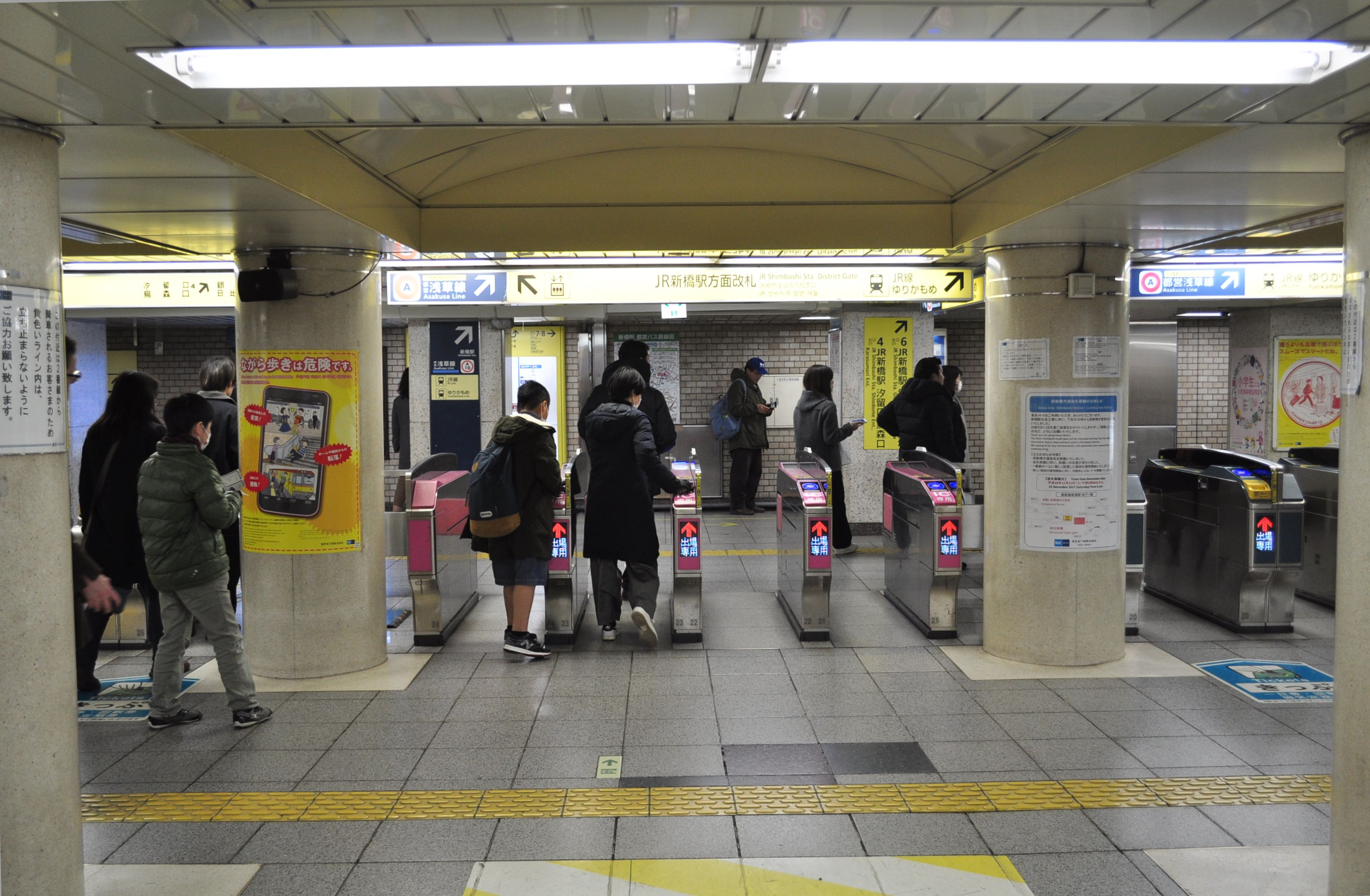
JR新橋駅方面改札（2018年3月）
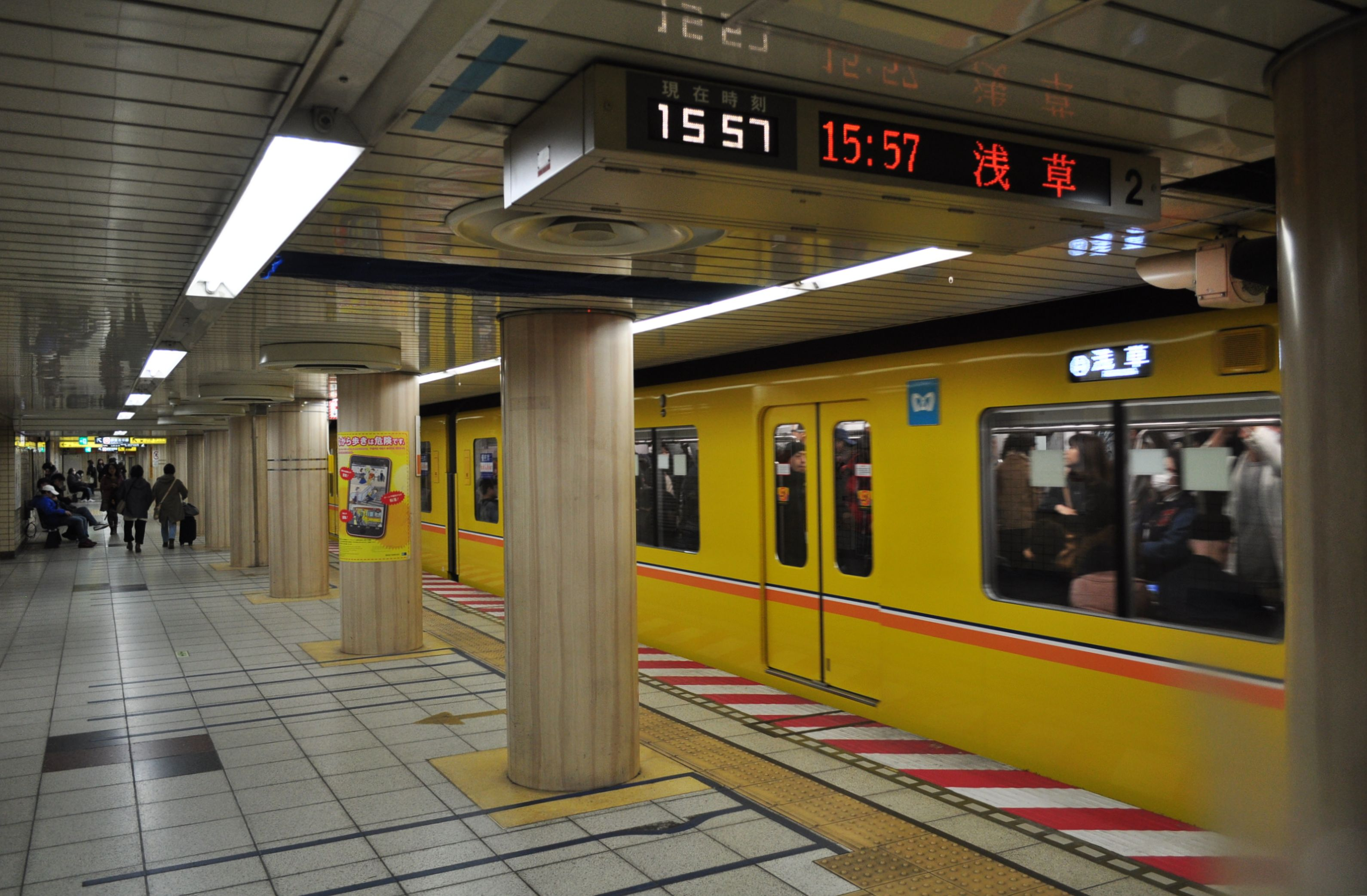
ホーム（2018年3月）

#### 発車メロディ（東京メトロ）
2018年（平成30年）11月16日からスイッチ制作の発車メロディ（発車サイン音）を使用している。
曲は1番線が「スタートライン」（塩塚博作曲）、2番線が「Fast River」（福嶋尚哉作曲）である。

### 東京都交通局（駅構造）
相対式ホーム2面2線を有する地下駅。浅草線と山手線・京浜東北線は当駅 - 泉岳寺駅・高輪ゲートウェイ駅間で並走する。
かつては新橋駅務管理所が所在し、東日本橋駅 - 大門駅間（2015年〈平成27年〉4月1日以降は新橋駅 - 人形町駅間）を管轄する新橋駅務区が設置されていた。2016年（平成28年）4月1日に馬喰駅務管区馬喰駅務区となったが、末期の旧・新橋駅務区傘下の各駅については馬喰駅務区の一部管理業務を当駅が行っている。
当駅と大門駅の間には大江戸線汐留駅とを結ぶ汐留連絡線への分岐があり、大江戸線の車両をE5000形電気機関車牽引で馬込車両検修場へ回送する時に使用される。
大門寄りに非常用の渡り線が設置されており、大江戸線車両の回送時に使用されるが、1968年（昭和43年）6月21日に浅草線が大門駅から泉岳寺駅まで延伸するまでは当駅 - 大門駅間が単線運転だったため、この渡り線が活用されていた。開業当時は東銀座寄りにも両渡り線が存在し、前述の汐留信号所時代から使用されていたが、泉岳寺駅延伸後に撤去されている。
エスカレーターは東銀座寄り改札口とホームを、エレベーターは大門寄り改札口とホームを連絡している。

#### のりば（東京都交通局）
| 番線 | 路線       | 行先                           |
| ---- | ---------- | ------------------------------ |
| 1    | 都営浅草線 | 西馬込・ 羽田空港・ 京急線方面 |
| 2    | 都営浅草線 | 押上・ 京成線・ 北総線方面     |

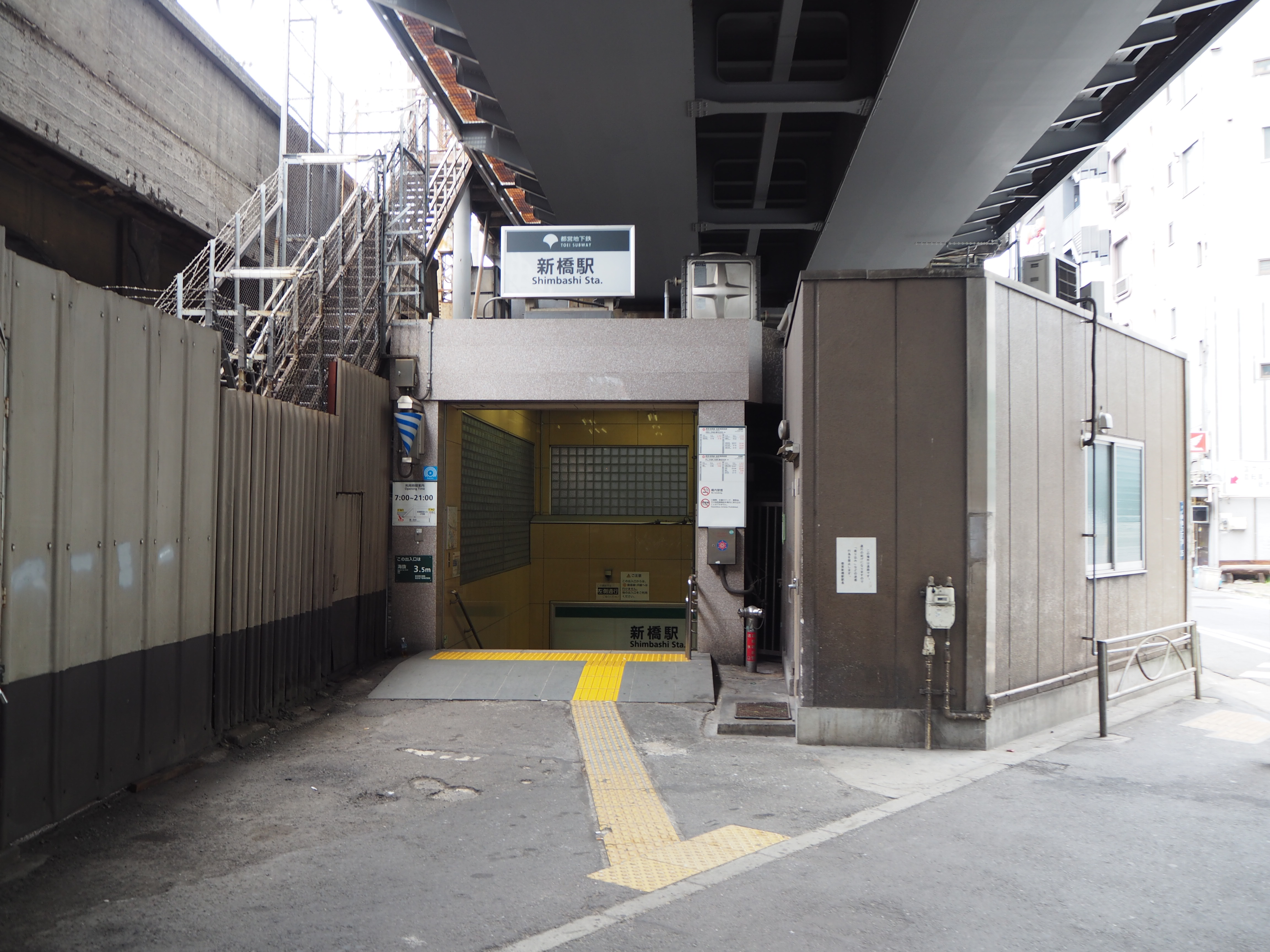
A1番出入口（2015年5月）
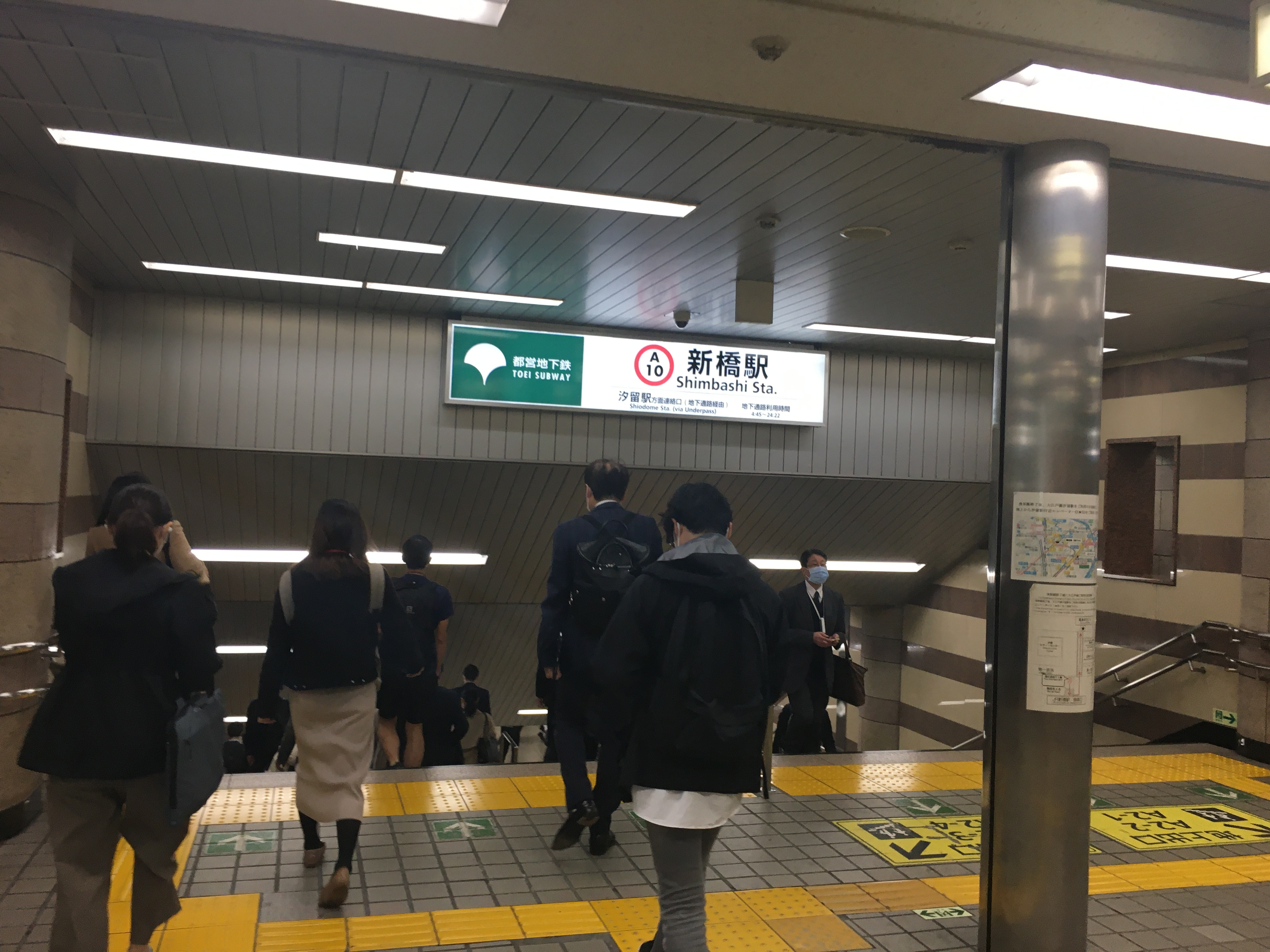
汐留駅方面連絡口（2022年11月）
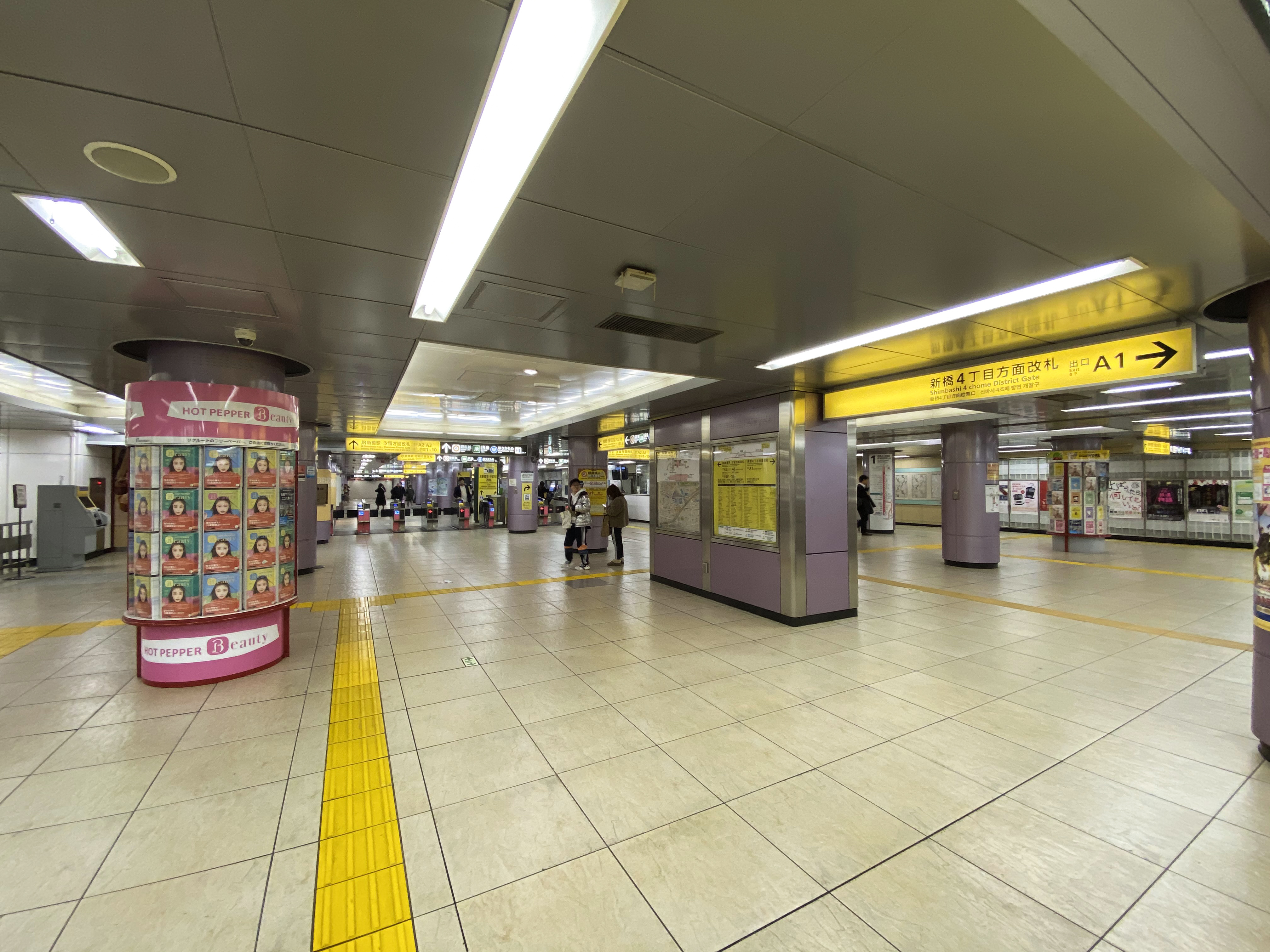
地下改札（2019年12月）
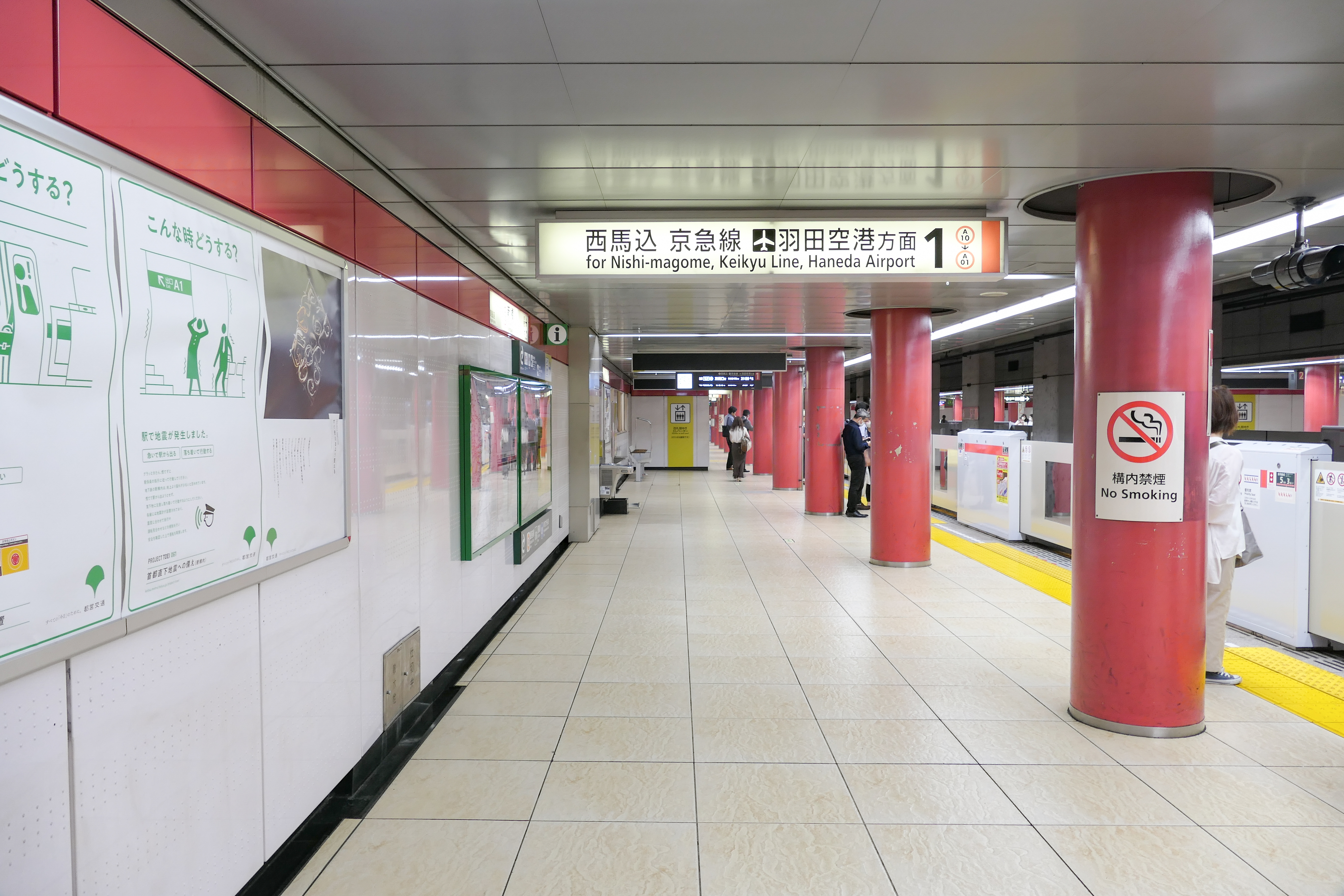
ホーム（2023年6月）

### ゆりかもめ（駅構造）
島式ホーム1面2線を有する高架駅である。駅下を国道15号（第一京浜）が横断する。改札口はエスカレーターと階段を上がった先にある。駅ごとの伝統文様は新橋色の柳縞文様である。JR駅舎前の出入口に、ウィング新橋への直通エスカレーターと案内所が設置されている。

#### のりば（ゆりかもめ）
| 番線 | 路線       | 行先     |
| ---- | ---------- | -------- |
| 1・2 | ゆりかもめ | 豊洲方面 |

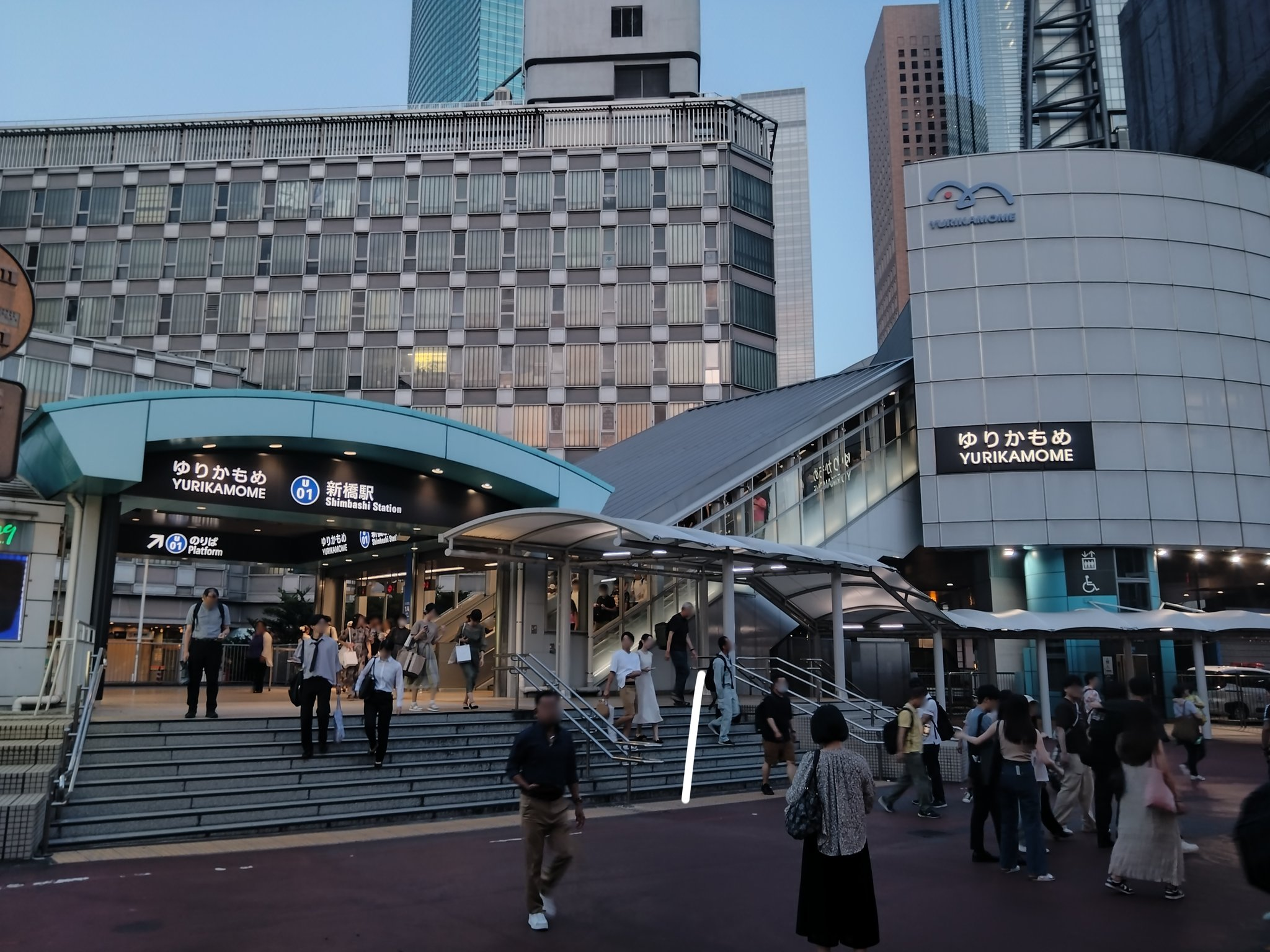
全景（2025年7月）
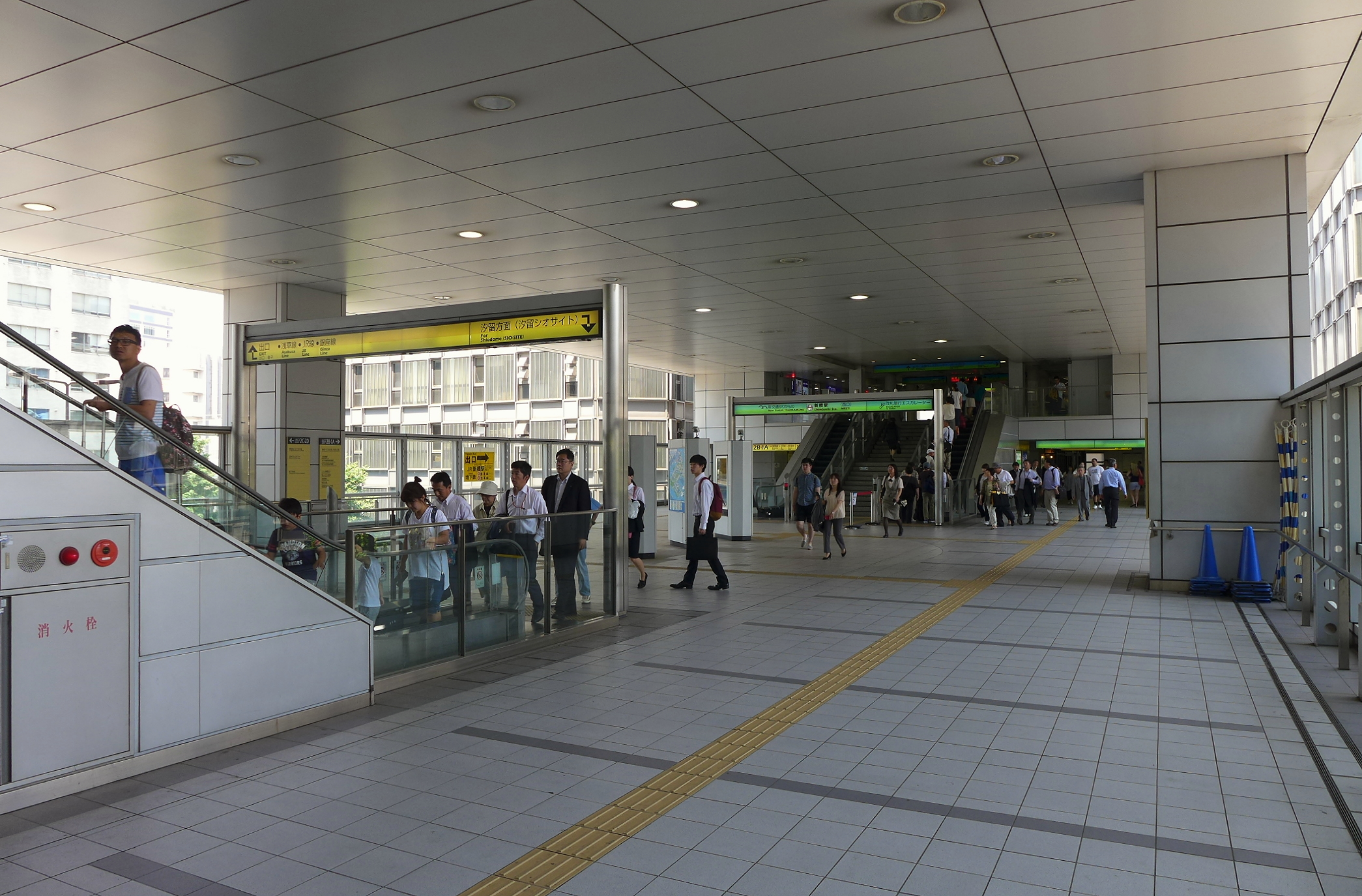
入口（2015年5月）
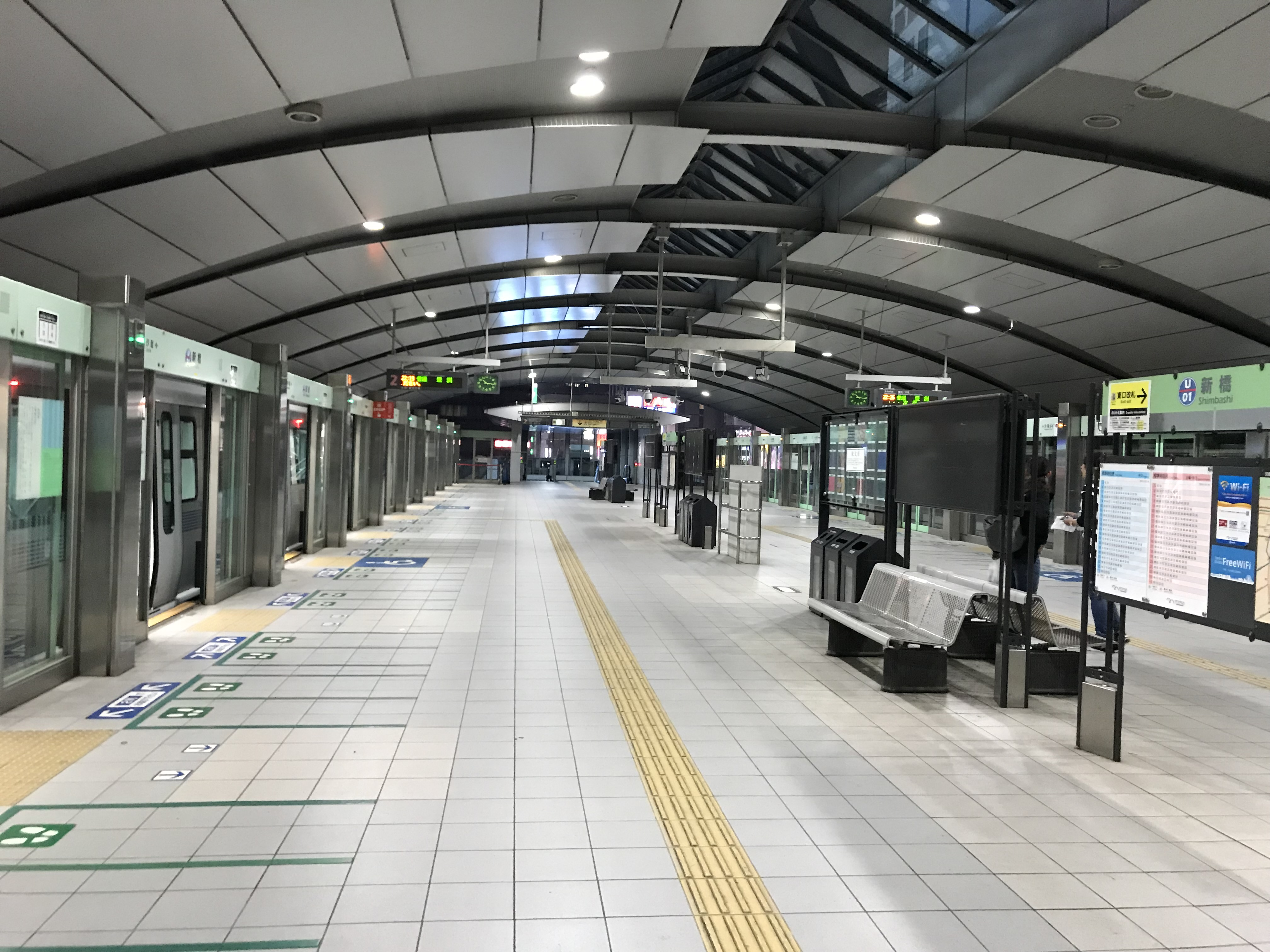
ホーム（2018年4月）
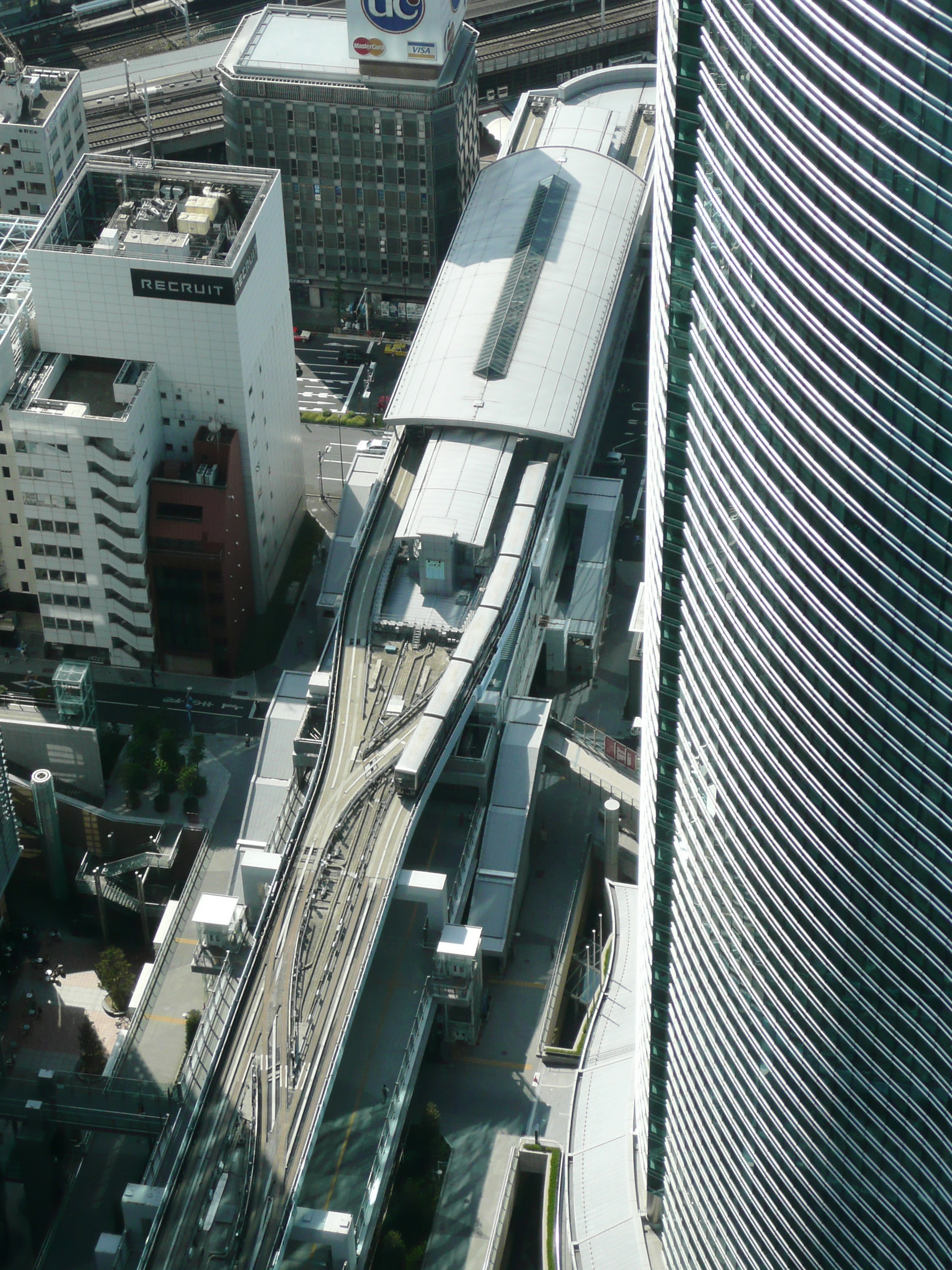
上空より望む（2007年12月）

## 利用状況

### JR東日本（利用状況）
2023年度（令和5年度）の1日平均乗車人員は219,113人である。JR東日本の駅では、大宮駅に次ぐ第8位。
なお、各年度の推移は以下のとおりである。

#### 1日平均乗車人員（JR東日本・1900年代 - 1930年代）
| 1日平均乗車人員推移（日本鉄道／国鉄） （1900年代 - 1930年代） | 1日平均乗車人員推移（日本鉄道／国鉄） （1900年代 - 1930年代） | 1日平均乗車人員推移（日本鉄道／国鉄） （1900年代 - 1930年代） |
| 年度                                                          | 乗車人員                                                      | 出典 （東京府）                                               |
| ------------------------------------------------------------- | ------------------------------------------------------------- | ------------------------------------------------------------- |
| 1909年（明治42年）                                            | 6,088                                                         | [ 府 2 ]                                                      |
| 1911年（明治44年）                                            | 6,797                                                         | [ 府 3 ]                                                      |
| 1912年（大正元年）                                            | 7,120                                                         | [ 府 4 ]                                                      |
| 1913年（大正02年）                                            | 7,056                                                         | [ 府 5 ]                                                      |
| 1914年（大正03年）                                            | 2,038                                                         | [ 府 6 ]                                                      |
| 1915年（大正04年）                                            | 4,777                                                         | [ 府 7 ]                                                      |
| 1916年（大正05年）                                            | 6,195                                                         | [ 府 8 ]                                                      |
| 1919年（大正08年）                                            | 12,143                                                        | [ 府 9 ]                                                      |
| 1920年（大正09年）                                            | 14,496                                                        | [ 府 10 ]                                                     |
| 1922年（大正11年）                                            | 18,339                                                        | [ 府 11 ]                                                     |
| 1923年（大正12年）                                            | 15,535                                                        | [ 府 12 ]                                                     |
| 1924年（大正13年）                                            | 14,604                                                        | [ 府 13 ]                                                     |
| 1925年（大正14年）                                            | 20,299                                                        | [ 府 14 ]                                                     |
| 1926年（昭和元年）                                            | 26,425                                                        | [ 府 15 ]                                                     |
| 1927年（昭和02年）                                            | 30,062                                                        | [ 府 16 ]                                                     |
| 1928年（昭和03年）                                            | 33,913                                                        | [ 府 17 ]                                                     |
| 1929年（昭和04年）                                            | 35,585                                                        | [ 府 18 ]                                                     |
| 1930年（昭和05年）                                            | 33,867                                                        | [ 府 19 ]                                                     |
| 1931年（昭和06年）                                            | 32,160                                                        | [ 府 20 ]                                                     |
| 1932年（昭和07年）                                            | 31,805                                                        | [ 府 21 ]                                                     |
| 1933年（昭和08年）                                            | 34,042                                                        | [ 府 22 ]                                                     |
| 1934年（昭和09年）                                            | 37,164                                                        | [ 府 23 ]                                                     |
| 1935年（昭和10年）                                            | 38,826                                                        | [ 府 24 ]                                                     |

#### 1日平均乗車人員（JR東日本・1953年 - 2000年）
| 1日平均乗車人員推移（国鉄／JR東日本） （1953年 - 2000年） | 1日平均乗車人員推移（国鉄／JR東日本） （1953年 - 2000年） | 1日平均乗車人員推移（国鉄／JR東日本） （1953年 - 2000年） | 1日平均乗車人員推移（国鉄／JR東日本） （1953年 - 2000年） | 1日平均乗車人員推移（国鉄／JR東日本） （1953年 - 2000年） |
| 年度                                                      | 乗車人員                                                  | 順位                                                      | 出典                                                      | 出典                                                      |
| 年度                                                      | 乗車人員                                                  | 順位                                                      | JR                                                        | 東京都                                                    |
| --------------------------------------------------------- | --------------------------------------------------------- | --------------------------------------------------------- | --------------------------------------------------------- | --------------------------------------------------------- |
| 1953年（昭和28年）                                        | 129,268                                                   |                                                           |                                                           | [ 都 1 ]                                                  |
| 1954年（昭和29年）                                        | 135,499                                                   |                                                           |                                                           | [ 都 2 ]                                                  |
| 1955年（昭和30年）                                        | 136,327                                                   |                                                           |                                                           | [ 都 3 ]                                                  |
| 1956年（昭和31年）                                        | 150,596                                                   |                                                           |                                                           | [ 都 4 ]                                                  |
| 1957年（昭和32年）                                        | 154,505                                                   |                                                           |                                                           | [ 都 5 ]                                                  |
| 1958年（昭和33年）                                        | 154,460                                                   |                                                           |                                                           | [ 都 6 ]                                                  |
| 1959年（昭和34年）                                        | 150,451                                                   |                                                           |                                                           | [ 都 7 ]                                                  |
| 1960年（昭和35年）                                        | 159,847                                                   |                                                           |                                                           | [ 都 8 ]                                                  |
| 1961年（昭和36年）                                        | 167,289                                                   |                                                           |                                                           | [ 都 9 ]                                                  |
| 1962年（昭和37年）                                        | 181,886                                                   |                                                           |                                                           | [ 都 10 ]                                                 |
| 1963年（昭和38年）                                        | 193,240                                                   |                                                           |                                                           | [ 都 11 ]                                                 |
| 1964年（昭和39年）                                        | 203,073                                                   |                                                           |                                                           | [ 都 12 ]                                                 |
| 1965年（昭和40年）                                        | 255,055                                                   |                                                           |                                                           | [ 都 13 ]                                                 |
| 1966年（昭和41年）                                        | 204,835                                                   |                                                           |                                                           | [ 都 14 ]                                                 |
| 1967年（昭和42年）                                        | 206,689                                                   |                                                           |                                                           | [ 都 15 ]                                                 |
| 1968年（昭和43年）                                        | 204,713                                                   |                                                           |                                                           | [ 都 16 ]                                                 |
| 1969年（昭和44年）                                        | 179,797                                                   |                                                           |                                                           | [ 都 17 ]                                                 |
| 1970年（昭和45年）                                        | 180,375                                                   |                                                           |                                                           | [ 都 18 ]                                                 |
| 1971年（昭和46年）                                        | 184,153                                                   |                                                           |                                                           | [ 都 19 ]                                                 |
| 1972年（昭和47年）                                        | 188,033                                                   |                                                           |                                                           | [ 都 20 ]                                                 |
| 1973年（昭和48年）                                        | 192,569                                                   |                                                           |                                                           | [ 都 21 ]                                                 |
| 1974年（昭和49年）                                        | 190,487                                                   |                                                           |                                                           | [ 都 22 ]                                                 |
| 1975年（昭和50年）                                        | 186,298                                                   |                                                           |                                                           | [ 都 23 ]                                                 |
| 1976年（昭和51年）                                        | 190,584                                                   |                                                           |                                                           | [ 都 24 ]                                                 |
| 1977年（昭和52年）                                        | 190,827                                                   |                                                           |                                                           | [ 都 25 ]                                                 |
| 1978年（昭和53年）                                        | 190,819                                                   |                                                           |                                                           | [ 都 26 ]                                                 |
| 1979年（昭和54年）                                        | 191,511                                                   |                                                           |                                                           | [ 都 27 ]                                                 |
| 1980年（昭和55年）                                        | 188,321                                                   |                                                           |                                                           | [ 都 28 ]                                                 |
| 1981年（昭和56年）                                        | 191,057                                                   |                                                           |                                                           | [ 都 29 ]                                                 |
| 1982年（昭和57年）                                        | 195,194                                                   |                                                           |                                                           | [ 都 30 ]                                                 |
| 1983年（昭和58年）                                        | 198,904                                                   |                                                           |                                                           | [ 都 31 ]                                                 |
| 1984年（昭和59年）                                        | 208,973                                                   |                                                           |                                                           | [ 都 32 ]                                                 |
| 1985年（昭和60年）                                        | 205,665                                                   |                                                           |                                                           | [ 都 33 ]                                                 |
| 1986年（昭和61年）                                        | 211,128                                                   |                                                           |                                                           | [ 都 34 ]                                                 |
| 1987年（昭和62年）                                        | 209,970                                                   |                                                           |                                                           | [ 都 35 ]                                                 |
| 1988年（昭和63年）                                        | 227,238                                                   |                                                           |                                                           | [ 都 36 ]                                                 |
| 1989年（平成元年）                                        | 226,846                                                   |                                                           |                                                           | [ 都 37 ]                                                 |
| 1990年（平成02年）                                        | 233,098                                                   |                                                           |                                                           | [ 都 38 ]                                                 |
| 1991年（平成03年）                                        | 235,240                                                   |                                                           |                                                           | [ 都 39 ]                                                 |
| 1992年（平成04年）                                        | 233,567                                                   |                                                           |                                                           | [ 都 40 ]                                                 |
| 1993年（平成05年）                                        | 226,132                                                   |                                                           |                                                           | [ 都 41 ]                                                 |
| 1994年（平成06年）                                        | 219,688                                                   |                                                           |                                                           | [ 都 42 ]                                                 |
| 1995年（平成07年）                                        | 218,770                                                   |                                                           |                                                           | [ 都 43 ]                                                 |
| 1996年（平成08年）                                        | 231,332                                                   |                                                           |                                                           | [ 都 44 ]                                                 |
| 1997年（平成09年）                                        | 231,569                                                   |                                                           |                                                           | [ 都 45 ]                                                 |
| 1998年（平成10年）                                        | 229,186                                                   |                                                           |                                                           | [ 都 46 ]                                                 |
| 1999年（平成11年）                                        | 229,942                                                   | 7位                                                       | [ JR 2 ]                                                  | [ 都 47 ]                                                 |
| 2000年（平成12年）                                        | 230,393                                                   | 7位                                                       | [ JR 3 ]                                                  | [ 都 48 ]                                                 |

#### 1日平均乗車人員（JR東日本・2001年以降）
| 1日平均乗車人員推移（JR東日本）（2001年以降） | 1日平均乗車人員推移（JR東日本）（2001年以降） | 1日平均乗車人員推移（JR東日本）（2001年以降） | 1日平均乗車人員推移（JR東日本）（2001年以降） | 1日平均乗車人員推移（JR東日本）（2001年以降） | 1日平均乗車人員推移（JR東日本）（2001年以降） | 1日平均乗車人員推移（JR東日本）（2001年以降） | 1日平均乗車人員推移（JR東日本）（2001年以降） | 1日平均乗車人員推移（JR東日本）（2001年以降） |
| 年度                                          | 定期外                                        | 定期                                          | 合計                                          | 前年度比                                      | 順位                                          | 出典                                          | 出典                                          | 出典                                          |
| 年度                                          | 定期外                                        | 定期                                          | 合計                                          | 前年度比                                      | 順位                                          | JR                                            | 東京都                                        | 港区                                          |
| --------------------------------------------- | --------------------------------------------- | --------------------------------------------- | --------------------------------------------- | --------------------------------------------- | --------------------------------------------- | --------------------------------------------- | --------------------------------------------- | --------------------------------------------- |
| 2001年（平成13年）                            |                                               |                                               | 225,838                                       |                                               | 8位                                           | [ JR 4 ]                                      | [ 都 49 ]                                     |                                               |
| 2002年（平成14年）                            |                                               |                                               | 224,759                                       |                                               | 8位                                           | [ JR 5 ]                                      | [ 都 50 ]                                     |                                               |
| 2003年（平成15年）                            |                                               |                                               | 230,477                                       |                                               | 7位                                           | [ JR 6 ]                                      | [ 都 51 ]                                     |                                               |
| 2004年（平成16年）                            |                                               |                                               | 231,383                                       |                                               | 7位                                           | [ JR 7 ]                                      | [ 都 52 ]                                     |                                               |
| 2005年（平成17年）                            |                                               |                                               | 236,116                                       |                                               | 7位                                           | [ JR 8 ]                                      | [ 都 53 ]                                     |                                               |
| 2006年（平成18年）                            |                                               |                                               | 240,512                                       |                                               | 7位                                           | [ JR 9 ]                                      | [ 都 54 ]                                     |                                               |
| 2007年（平成19年）                            |                                               |                                               | 249,607                                       |                                               | 7位                                           | [ JR 10 ]                                     | [ 都 55 ]                                     |                                               |
| 2008年（平成20年）                            |                                               |                                               | 251,021                                       |                                               | 7位                                           | [ JR 11 ]                                     | [ 都 56 ]                                     |                                               |
| 2009年（平成21年）                            |                                               |                                               | 248,048                                       |                                               | 7位                                           | [ JR 12 ]                                     | [ 都 57 ]                                     |                                               |
| 2010年（平成22年）                            |                                               |                                               | 244,916                                       |                                               | 7位                                           | [ JR 13 ]                                     | [ 都 58 ]                                     |                                               |
| 2011年（平成23年）                            |                                               |                                               | 243,890                                       |                                               | 7位                                           | [ JR 14 ]                                     | [ 都 59 ]                                     |                                               |
| 2012年（平成24年）                            | 96,129                                        | 154,552                                       | 250,682                                       |                                               | 7位                                           | [ JR 15 ]                                     | [ 都 60 ]                                     |                                               |
| 2013年（平成25年）                            | 97,840                                        | 157,105                                       | 254,945                                       |                                               | 7位                                           | [ JR 16 ]                                     | [ 都 61 ]                                     |                                               |
| 2014年（平成26年）                            | 98,667                                        | 155,185                                       | 253,853                                       |                                               | 7位                                           | [ JR 17 ]                                     | [ 都 62 ]                                     |                                               |
| 2015年（平成27年）                            | 102,772                                       | 163,182                                       | 265,955                                       |                                               | 7位                                           | [ JR 18 ]                                     | [ 都 63 ]                                     |                                               |
| 2016年（平成28年）                            | 103,445                                       | 167,583                                       | 271,028                                       | 1.9%                                          | 7位                                           | [ JR 19 ]                                     | [ 都 64 ]                                     |                                               |
| 2017年（平成29年）                            | 105,045                                       | 172,359                                       | 277,404                                       | 2.4%                                          | 7位                                           | [ JR 20 ]                                     | [ 都 65 ]                                     |                                               |
| 2018年（平成30年）                            | 106,621                                       | 175,350                                       | 281,971                                       | 1.6%                                          | 7位                                           | [ JR 21 ]                                     | [ 都 66 ]                                     |                                               |
| 2019年（令和元年）                            | 100,926                                       | 177,407                                       | 278,334                                       | −1.3%                                         | 7位                                           | [ JR 22 ]                                     | [ 都 67 ]                                     |                                               |
| 2020年（令和02年）                            | 50,232                                        | 125,136                                       | 175,368                                       | −37.0%                                        | 8位                                           | [ JR 23 ]                                     | [ 都 68 ]                                     | [ 港 1 ]                                      |
| 2021年（令和03年）                            | 61,405                                        | 106,001                                       | 167,406                                       | 4.5%                                          | 9位                                           | [ JR 24 ]                                     | [ 都 69 ]                                     | [ 港 1 ]                                      |
| 2022年（令和04年）                            | 82,014                                        | 111,230                                       | 193,244                                       | 15.4%                                         | 8位                                           | [ JR 25 ]                                     | [ 都 70 ]                                     | [ 港 1 ]                                      |
| 2023年（令和05年）                            | 96,844                                        | 122,268                                       | 219,113                                       | 113.4%                                        | 8位                                           | [ JR 1 ]                                      |                                               |                                               |

備考
1. ↑  1909年（昭和42年）12月16日に開業。開業日から1910年（明治43年）3月31日までの計106日間を集計したデータ。

### 東京メトロ（利用状況）
2024年度（令和6年度）の1日平均乗降人員は204,567人である。東京メトロの全130駅では豊洲駅に次ぐ第6位。2012年度（平成24年度）以降は増加傾向にある。
なお、各年度の推移は以下のとおりである。

#### 1日平均乗車人員（東京地下鉄道・1930年代）
| 1日平均乗車人員推移（東京地下鉄道） （1930年代） | 1日平均乗車人員推移（東京地下鉄道） （1930年代） | 1日平均乗車人員推移（東京地下鉄道） （1930年代） |
| 年度                                             | 乗車人員                                         | 出典 （東京府）                                  |
| ------------------------------------------------ | ------------------------------------------------ | ------------------------------------------------ |
| 1934年（昭和09年）                               | 8,742                                            | [ 府 23 ]                                        |
| 1935年（昭和10年）                               | 7,724                                            | [ 府 24 ]                                        |

#### 1日平均乗車人員（営団地下鉄・1956年 - 2000年）
| 1日平均乗車人員推移（営団） （1956年 - 2000年） | 1日平均乗車人員推移（営団） （1956年 - 2000年） | 1日平均乗車人員推移（営団） （1956年 - 2000年） |
| 年度                                            | 乗車人員                                        | 出典 （東京都）                                 |
| ----------------------------------------------- | ----------------------------------------------- | ----------------------------------------------- |
| 1956年（昭和31年）                              | 30,218                                          | [ 都 4 ]                                        |
| 1957年（昭和32年）                              | 31,158                                          | [ 都 5 ]                                        |
| 1958年（昭和33年）                              | 33,168                                          | [ 都 6 ]                                        |
| 1959年（昭和34年）                              | 40,882                                          | [ 都 7 ]                                        |
| 1960年（昭和35年）                              | 43,761                                          | [ 都 8 ]                                        |
| 1961年（昭和36年）                              | 51,436                                          | [ 都 9 ]                                        |
| 1962年（昭和37年）                              | 60,492                                          | [ 都 10 ]                                       |
| 1963年（昭和38年）                              | 69,683                                          | [ 都 71 ]                                       |
| 1964年（昭和39年）                              | 69,415                                          | [ 都 12 ]                                       |
| 1965年（昭和40年）                              | 72,441                                          | [ 都 72 ]                                       |
| 1966年（昭和41年）                              | 71,776                                          | [ 都 14 ]                                       |
| 1967年（昭和42年）                              | 75,203                                          | [ 都 73 ]                                       |
| 1968年（昭和43年）                              | 83,271                                          | [ 都 74 ]                                       |
| 1969年（昭和44年）                              | 88,471                                          | [ 都 17 ]                                       |
| 1970年（昭和45年）                              | 95,868                                          | [ 都 18 ]                                       |
| 1971年（昭和46年）                              | 96,945                                          | [ 都 19 ]                                       |
| 1972年（昭和47年）                              | 99,153                                          | [ 都 75 ]                                       |
| 1973年（昭和48年）                              | 93,958                                          | [ 都 76 ]                                       |
| 1974年（昭和49年）                              | 92,315                                          | [ 都 77 ]                                       |
| 1975年（昭和50年）                              | 91,227                                          | [ 都 78 ]                                       |
| 1976年（昭和51年）                              | 90,652                                          | [ 都 79 ]                                       |
| 1977年（昭和52年）                              | 92,150                                          | [ 都 80 ]                                       |
| 1978年（昭和53年）                              | 90,969                                          | [ 都 81 ]                                       |
| 1979年（昭和54年）                              | 94,363                                          | [ 都 82 ]                                       |
| 1980年（昭和55年）                              | 96,581                                          | [ 都 83 ]                                       |
| 1981年（昭和56年）                              | 101,216                                         | [ 都 84 ]                                       |
| 1982年（昭和57年）                              | 101,778                                         | [ 都 85 ]                                       |
| 1983年（昭和58年）                              | 103,197                                         | [ 都 86 ]                                       |
| 1984年（昭和59年）                              | 107,444                                         | [ 都 87 ]                                       |
| 1985年（昭和60年）                              | 106,994                                         | [ 都 88 ]                                       |
| 1986年（昭和61年）                              | 108,408                                         | [ 都 89 ]                                       |
| 1987年（昭和62年）                              | 108,642                                         | [ 都 90 ]                                       |
| 1988年（昭和63年）                              | 110,068                                         | [ 都 91 ]                                       |
| 1989年（平成元年）                              | 108,372                                         | [ 都 92 ]                                       |
| 1990年（平成02年）                              | 107,030                                         | [ 都 93 ]                                       |
| 1991年（平成03年）                              | 106,495                                         | [ 都 94 ]                                       |
| 1992年（平成04年）                              | 105,384                                         | [ 都 40 ]                                       |
| 1993年（平成05年）                              | 103,011                                         | [ 都 41 ]                                       |
| 1994年（平成06年）                              | 100,874                                         | [ 都 42 ]                                       |
| 1995年（平成07年）                              | 98,642                                          | [ 都 43 ]                                       |
| 1996年（平成08年）                              | 102,419                                         | [ 都 44 ]                                       |
| 1997年（平成09年）                              | 104,359                                         | [ 都 95 ]                                       |
| 1998年（平成10年）                              | 107,175                                         | [ 都 46 ]                                       |
| 1999年（平成11年）                              | 105,989                                         | [ 都 47 ]                                       |
| 2000年（平成12年）                              | 105,701                                         | [ 都 96 ]                                       |

#### 1日平均乗車人員（東京メトロ・2001年以降）
| 1日平均乗車人員・乗降人員推移（営団／東京メトロ） | 1日平均乗車人員・乗降人員推移（営団／東京メトロ） | 1日平均乗車人員・乗降人員推移（営団／東京メトロ） | 1日平均乗車人員・乗降人員推移（営団／東京メトロ） | 1日平均乗車人員・乗降人員推移（営団／東京メトロ） | 1日平均乗車人員・乗降人員推移（営団／東京メトロ） | 1日平均乗車人員・乗降人員推移（営団／東京メトロ） | 1日平均乗車人員・乗降人員推移（営団／東京メトロ） | 1日平均乗車人員・乗降人員推移（営団／東京メトロ） | 1日平均乗車人員・乗降人員推移（営団／東京メトロ） | 1日平均乗車人員・乗降人員推移（営団／東京メトロ） |
| 年度                                              | 乗車人員                                          | 乗降人員                                          | 乗降人員                                          | 乗降人員                                          | 乗降人員                                          | 乗降人員                                          | 出典                                              | 出典                                              | 出典                                              | 出典                                              |
| 年度                                              | 乗車人員                                          | 定期外                                            | 定期                                              | 合計                                              | 増加率                                            | 順位                                              | メトロ                                            | 関東広告                                          | 東京都                                            | 港区                                              |
| ------------------------------------------------- | ------------------------------------------------- | ------------------------------------------------- | ------------------------------------------------- | ------------------------------------------------- | ------------------------------------------------- | ------------------------------------------------- | ------------------------------------------------- | ------------------------------------------------- | ------------------------------------------------- | ------------------------------------------------- |
| 2001年（平成13年）                                | 102,704                                           |                                                   |                                                   |                                                   |                                                   |                                                   |                                                   |                                                   | [ 都 97 ]                                         |                                                   |
| 2002年（平成14年）                                | 101,123                                           |                                                   |                                                   | 201,070                                           |                                                   |                                                   |                                                   |                                                   | [ 都 98 ]                                         |                                                   |
| 2003年（平成15年）                                | 102,008                                           | 109,499                                           | 93,070                                            | 202,569                                           | 0.8%                                              | 8位                                               | [ メ 2 ]                                          | [ 関広 1 ]                                        | [ 都 99 ]                                         |                                                   |
| 2004年（平成16年）                                | 102,786                                           | 106,985                                           | 93,970                                            | 200,955                                           | −0.8%                                             | 8位                                               | [ メ 3 ]                                          | [ 関広 2 ]                                        | [ 都 100 ]                                        |                                                   |
| 2005年（平成17年）                                | 103,608                                           | 109,465                                           | 94,228                                            | 203,693                                           | 1.4%                                              | 8位                                               | [ メ 4 ]                                          | [ 関広 3 ]                                        | [ 都 101 ]                                        |                                                   |
| 2006年（平成18年）                                | 105,784                                           | 112,370                                           | 96,928                                            | 209,298                                           | 2.8%                                              | 8位                                               | [ メ 5 ]                                          | [ 関広 4 ]                                        | [ 都 102 ]                                        |                                                   |
| 2007年（平成19年）                                | 110,019                                           | 114,716                                           | 103,074                                           | 217,790                                           | 4.1%                                              | 7位                                               | [ メ 6 ]                                          | [ 関広 5 ]                                        | [ 都 103 ]                                        |                                                   |
| 2008年（平成20年）                                | 111,767                                           | 114,628                                           | 106,144                                           | 220,772                                           | 1.4%                                              | 7位                                               | [ メ 7 ]                                          | [ 関広 6 ]                                        | [ 都 104 ]                                        |                                                   |
| 2009年（平成21年）                                | 110,076                                           | 111,677                                           | 105,964                                           | 217,641                                           | −1.4%                                             | 7位                                               | [ メ 8 ]                                          | [ 関広 7 ]                                        | [ 都 105 ]                                        |                                                   |
| 2010年（平成22年）                                | 109,444                                           | 109,345                                           | 106,814                                           | 216,159                                           | −0.7%                                             | 6位                                               | [ メ 9 ]                                          | [ 関広 8 ]                                        | [ 都 106 ]                                        |                                                   |
| 2011年（平成23年）                                | 109,011                                           | 107,096                                           | 108,424                                           | 215,520                                           | −0.3%                                             | 6位                                               | [ メ 10 ]                                         | [ 関広 9 ]                                        | [ 都 107 ]                                        |                                                   |
| 2012年（平成24年）                                | 112,940                                           | 110,451                                           | 112,884                                           | 223,335                                           | 3.6%                                              | 6位                                               | [ メ 11 ]                                         | [ 関広 10 ]                                       | [ 都 108 ]                                        |                                                   |
| 2013年（平成25年）                                | 115,539                                           | 112,395                                           | 116,348                                           | 228,743                                           | 2.4%                                              | 5位                                               | [ メ 12 ]                                         | [ 関広 11 ]                                       | [ 都 109 ]                                        |                                                   |
| 2014年（平成26年）                                | 116,515                                           | 113,510                                           | 117,210                                           | 230,720                                           | 0.9%                                              | 5位                                               | [ メ 13 ]                                         | [ 関広 12 ]                                       | [ 都 110 ]                                        |                                                   |
| 2015年（平成27年）                                | 121,705                                           | 118,143                                           | 122,898                                           | 241,041                                           | 4.5%                                              | 5位                                               | [ メ 14 ]                                         | [ 関広 13 ]                                       | [ 都 111 ]                                        |                                                   |
| 2016年（平成28年）                                | 124,822                                           | 119,777                                           | 127,496                                           | 247,273                                           | 2.6%                                              | 5位                                               | [ メ 15 ]                                         | [ 関広 14 ]                                       | [ 都 112 ]                                        |                                                   |
| 2017年（平成29年）                                | 127,411                                           | 121,613                                           | 131,180                                           | 252,793                                           | 2.2%                                              | 5位                                               | [ メ 16 ]                                         | [ 関広 15 ]                                       | [ 都 113 ]                                        |                                                   |
| 2018年（平成30年）                                | 127,786                                           | 121,778                                           | 131,900                                           | 253,678                                           | 0.4%                                              | 5位                                               | [ メ 17 ]                                         | [ 関広 16 ]                                       | [ 都 114 ]                                        |                                                   |
| 2019年（令和元年）                                | 124,429                                           | 116,403                                           | 130,700                                           | 247,103                                           | −2.6%                                             | 5位                                               | [ メ 18 ]                                         | [ 関広 17 ]                                       | [ 都 115 ]                                        |                                                   |
| 2020年（令和02年）                                | 73,986                                            | 58,260                                            | 88,442                                            | 146,702                                           | −40.6%                                            | 6位                                               | [ メ 19 ]                                         | [ 関広 18 ]                                       | [ 都 116 ]                                        | [ 港 1 ]                                          |
| 2021年（令和03年）                                | 74,345                                            | 70,145                                            | 76,996                                            | 147,141                                           | 0.3%                                              | 7位                                               | [ メ 20 ]                                         | [ 関広 19 ]                                       | [ 都 117 ]                                        | [ 港 1 ]                                          |
| 2022年（令和04年）                                | 87,830                                            | 89,646                                            | 84,190                                            | 173,836                                           | 18.1%                                             | 7位                                               | [ メ 21 ]                                         | [ 関広 20 ]                                       | [ 都 118 ]                                        | [ 港 1 ]                                          |
| 2023年（令和05年）                                |                                                   | 103,736                                           | 90,638                                            | 194,374                                           | 11.8%                                             | 6位                                               | [ メ 22 ]                                         | [ 関広 21 ]                                       |                                                   |                                                   |
| 2024年（令和06年）                                |                                                   |                                                   |                                                   | 204,567                                           | 5.2%                                              | 6位                                               | [ メ 1 ]                                          |                                                   |                                                   |                                                   |

備考
1. ↑  1934年（昭和9年）6月21日に開業。

### 東京都交通局（利用状況）
2023年度（令和5年度）の1日平均乗降人員は83,515人（乗車人員：41,974人、降車人員：41,515人）である。浅草線では押上駅、泉岳寺駅、三田駅、大門駅、日本橋駅に次ぐ第6位。2012年度（平成24年度）以降は増加傾向にある。
なお、開業後以降の推移は以下のとおりである。

#### 1日平均乗車人員（東京都交通局・1963年 - 2000年）
| 1日平均乗車人員推移（東京都交通局） （1963年 - 2000年） | 1日平均乗車人員推移（東京都交通局） （1963年 - 2000年） | 1日平均乗車人員推移（東京都交通局） （1963年 - 2000年） |
| 年度                                                    | 乗車人員                                                | 出典 （東京都）                                         |
| ------------------------------------------------------- | ------------------------------------------------------- | ------------------------------------------------------- |
| 1963年（昭和38年）                                      | 4,035                                                   | [ 都 119 ]                                              |
| 1964年（昭和39年）                                      | 18,086                                                  | [ 都 120 ]                                              |
| 1965年（昭和40年）                                      | 18,370                                                  | [ 都 121 ]                                              |
| 1966年（昭和41年）                                      | 20,047                                                  | [ 都 122 ]                                              |
| 1967年（昭和42年）                                      | 21,341                                                  | [ 都 123 ]                                              |
| 1968年（昭和43年）                                      | 21,775                                                  | [ 都 124 ]                                              |
| 1969年（昭和44年）                                      | 22,814                                                  | [ 都 125 ]                                              |
| 1970年（昭和45年）                                      | 23,974                                                  | [ 都 126 ]                                              |
| 1971年（昭和46年）                                      | 24,254                                                  | [ 都 19 ]                                               |
| 1972年（昭和47年）                                      | 27,173                                                  | [ 都 75 ]                                               |
| 1973年（昭和48年）                                      | 28,224                                                  | [ 都 76 ]                                               |
| 1974年（昭和49年）                                      | 27,602                                                  | [ 都 77 ]                                               |
| 1975年（昭和50年）                                      | 27,836                                                  | [ 都 78 ]                                               |
| 1976年（昭和51年）                                      | 27,488                                                  | [ 都 79 ]                                               |
| 1977年（昭和52年）                                      | 28,427                                                  | [ 都 80 ]                                               |
| 1978年（昭和53年）                                      | 28,320                                                  | [ 都 81 ]                                               |
| 1979年（昭和54年）                                      | 28,172                                                  | [ 都 82 ]                                               |
| 1980年（昭和55年）                                      | 28,734                                                  | [ 都 83 ]                                               |
| 1981年（昭和56年）                                      | 28,531                                                  | [ 都 84 ]                                               |
| 1982年（昭和57年）                                      | 28,619                                                  | [ 都 85 ]                                               |
| 1983年（昭和58年）                                      | 28,964                                                  | [ 都 86 ]                                               |
| 1984年（昭和59年）                                      | 29,493                                                  | [ 都 87 ]                                               |
| 1985年（昭和60年）                                      | 29,397                                                  | [ 都 88 ]                                               |
| 1986年（昭和61年）                                      | 30,427                                                  | [ 都 89 ]                                               |
| 1987年（昭和62年）                                      | 24,571                                                  | [ 都 90 ]                                               |
| 1988年（昭和63年）                                      | 32,540                                                  | [ 都 91 ]                                               |
| 1989年（平成元年）                                      | 32,961                                                  | [ 都 92 ]                                               |
| 1990年（平成02年）                                      | 33,539                                                  | [ 都 93 ]                                               |
| 1991年（平成03年）                                      | 35,352                                                  | [ 都 94 ]                                               |
| 1992年（平成04年）                                      | 27,425                                                  | [ 都 40 ]                                               |
| 1993年（平成05年）                                      | 34,488                                                  | [ 都 41 ]                                               |
| 1994年（平成06年）                                      | 34,386                                                  | [ 都 42 ]                                               |
| 1995年（平成07年）                                      | 32,954                                                  | [ 都 43 ]                                               |
| 1996年（平成08年）                                      | 34,044                                                  | [ 都 44 ]                                               |
| 1997年（平成09年）                                      | 34,323                                                  | [ 都 95 ]                                               |
| 1998年（平成10年）                                      | 35,833                                                  | [ 都 46 ]                                               |
| 1999年（平成11年）                                      | 35,197                                                  | [ 都 47 ]                                               |
| 2000年（平成12年）                                      | 35,104                                                  | [ 都 96 ]                                               |

#### 1日平均乗車人員（東京都交通局・2001年以降）
| 1日平均乗車人員・乗降人員推移（東京都交通局） | 1日平均乗車人員・乗降人員推移（東京都交通局） | 1日平均乗車人員・乗降人員推移（東京都交通局） | 1日平均乗車人員・乗降人員推移（東京都交通局） | 1日平均乗車人員・乗降人員推移（東京都交通局） | 1日平均乗車人員・乗降人員推移（東京都交通局） | 1日平均乗車人員・乗降人員推移（東京都交通局） | 1日平均乗車人員・乗降人員推移（東京都交通局） | 1日平均乗車人員・乗降人員推移（東京都交通局） |
| 年度                                          | 乗車人員                                      | 降車人員                                      | 乗降人員 （合計）                             | 増加率                                        | 出典                                          | 出典                                          | 出典                                          | 出典                                          |
| 年度                                          | 乗車人員                                      | 降車人員                                      | 乗降人員 （合計）                             | 増加率                                        | 交通局                                        | 関東広告                                      | 東京都                                        | 港区                                          |
| --------------------------------------------- | --------------------------------------------- | --------------------------------------------- | --------------------------------------------- | --------------------------------------------- | --------------------------------------------- | --------------------------------------------- | --------------------------------------------- | --------------------------------------------- |
| 2001年（平成13年）                            | 34,745                                        | 34,038                                        | 68,783                                        |                                               |                                               |                                               | [ 都 97 ]                                     |                                               |
| 2002年（平成14年）                            | 35,197                                        | 34,510                                        | 69,707                                        |                                               |                                               |                                               | [ 都 98 ]                                     |                                               |
| 2003年（平成15年）                            | 35,732                                        | 35,792                                        | 71,524                                        | 2.6%                                          |                                               | [ 関広 22 ]                                   | [ 都 99 ]                                     |                                               |
| 2004年（平成16年）                            | 35,720                                        | 36,281                                        | 72,001                                        | 0.7%                                          | [ 都交 2 ]                                    | [ 関広 23 ]                                   | [ 都 100 ]                                    |                                               |
| 2005年（平成17年）                            | 36,644                                        | 37,373                                        | 74,017                                        | 2.8%                                          |                                               | [ 関広 24 ]                                   | [ 都 101 ]                                    |                                               |
| 2006年（平成18年）                            | 37,550                                        | 38,367                                        | 75,917                                        | 2.6%                                          | [ 都交 3 ]                                    | [ 関広 25 ]                                   | [ 都 102 ]                                    |                                               |
| 2007年（平成19年）                            | 38,968                                        | 39,171                                        | 78,139                                        | 3.2%                                          | [ 都交 4 ]                                    | [ 関広 26 ]                                   | [ 都 103 ]                                    |                                               |
| 2008年（平成20年）                            | 39,556                                        | 39,744                                        | 79,299                                        | 1.2%                                          | [ 都交 5 ]                                    | [ 関広 27 ]                                   | [ 都 104 ]                                    |                                               |
| 2009年（平成21年）                            | 39,481                                        | 39,659                                        | 79,139                                        | −0.2%                                         | [ 都交 6 ]                                    | [ 関広 28 ]                                   | [ 都 105 ]                                    |                                               |
| 2010年（平成22年）                            | 39,435                                        | 39,497                                        | 78,931                                        | −0.3%                                         | [ 都交 7 ]                                    | [ 関広 29 ]                                   | [ 都 106 ]                                    |                                               |
| 2011年（平成23年）                            | 38,710                                        | 38,615                                        | 77,324                                        | −2.0%                                         | [ 都交 8 ]                                    | [ 関広 30 ]                                   | [ 都 107 ]                                    |                                               |
| 2012年（平成24年）                            | 41,063                                        | 40,714                                        | 81,778                                        | 5.8%                                          | [ 都交 9 ]                                    | [ 関広 31 ]                                   | [ 都 108 ]                                    |                                               |
| 2013年（平成25年）                            | 42,661                                        | 42,516                                        | 85,177                                        | 4.2%                                          | [ 都交 10 ]                                   | [ 関広 32 ]                                   | [ 都 109 ]                                    |                                               |
| 2014年（平成26年）                            | 43,720                                        | 43,649                                        | 87,369                                        | 2.6%                                          | [ 都交 11 ]                                   | [ 関広 33 ]                                   | [ 都 110 ]                                    |                                               |
| 2015年（平成27年）                            | 46,137                                        | 46,096                                        | 92,232                                        | 5.6%                                          | [ 都交 12 ]                                   | [ 関広 34 ]                                   | [ 都 111 ]                                    |                                               |
| 2016年（平成28年）                            | 47,646                                        | 47,666                                        | 95,311                                        | 3.3%                                          | [ 都交 13 ]                                   | [ 関広 35 ]                                   | [ 都 112 ]                                    |                                               |
| 2017年（平成29年）                            | 49,130                                        | 49,187                                        | 98,317                                        | 3.2%                                          | [ 都交 14 ]                                   | [ 関広 36 ]                                   | [ 都 113 ]                                    |                                               |
| 2018年（平成30年）                            | 50,573                                        | 50,553                                        | 101,127                                       | 2.9%                                          | [ 都交 15 ]                                   | [ 関広 37 ]                                   | [ 都 114 ]                                    |                                               |
| 2019年（令和元年）                            | 50,262                                        | 49,921                                        | 100,183                                       | −0.9%                                         | [ 都交 16 ]                                   | [ 関広 38 ]                                   | [ 都 115 ]                                    |                                               |
| 2020年（令和02年）                            | 29,789                                        | 30,045                                        | 59,834                                        | −40.3%                                        | [ 都交 17 ]                                   | [ 関広 39 ]                                   | [ 都 116 ]                                    | [ 港 1 ]                                      |
| 2021年（令和03年）                            | 29,928                                        | 30,244                                        | 60,173                                        | 0.6%                                          | [ 都交 18 ]                                   | [ 関広 40 ]                                   | [ 都 117 ]                                    | [ 港 1 ]                                      |
| 2022年（令和04年）                            | 35,692                                        | 35,684                                        | 71,376                                        | 18.6%                                         | [ 都交 1 ]                                    | [ 関広 41 ]                                   | [ 都 118 ]                                    | [ 港 1 ]                                      |
| 2023年（令和05年）                            | 41,974                                        | 41,541                                        | 83,515                                        | 17.0%                                         | [ 都交 19 ]                                   | [ 関広 42 ]                                   |                                               |                                               |

備考
1. ↑  1963年（昭和38年）12月12日に開業。開業日から1964年（昭和39年）3月31日までの計111日間を集計したデータ。

### ゆりかもめ（利用状況）
2023年度（令和5年度）の1日平均乗降人員は56,028人（乗車人員：27,880人、降車人員：28,148人）である。ゆりかもめの駅では第1位。日本の新交通システムの駅としては、神戸新交通ポートアイランド線三宮駅に次ぐ第2位である。開業当初は都心から臨海副都心へアクセスできる唯一の乗換駅であり、最ピーク時は1日平均乗降人員が9万人を越えていた。2002年（平成14年）のりんかい線大崎駅延伸など、臨海副都心のアクセスが強化・分散された事により減少したが、2012年度（平成24年度）からは再び増加に転じている。
なお、開業後以降の推移は以下のとおりである。
| 1日平均乗車人員・乗降人員推移（ゆりかもめ） | 1日平均乗車人員・乗降人員推移（ゆりかもめ） | 1日平均乗車人員・乗降人員推移（ゆりかもめ） | 1日平均乗車人員・乗降人員推移（ゆりかもめ） | 1日平均乗車人員・乗降人員推移（ゆりかもめ） | 1日平均乗車人員・乗降人員推移（ゆりかもめ） | 1日平均乗車人員・乗降人員推移（ゆりかもめ） |
| 年度                                        | 乗車人員                                    | 降車人員                                    | 乗降人員 （合計）                           | 出典                                        | 出典                                        | 出典                                        |
| 年度                                        | 乗車人員                                    | 降車人員                                    | 乗降人員 （合計）                           | ゆりかもめ                                  | 東京都                                      | 港区                                        |
| ------------------------------------------- | ------------------------------------------- | ------------------------------------------- | ------------------------------------------- | ------------------------------------------- | ------------------------------------------- | ------------------------------------------- |
| 1995年（平成07年）                          | 13,763                                      | 12,428                                      | 26,191                                      |                                             | [ 都 43 ]                                   |                                             |
| 1996年（平成08年）                          | 28,964                                      | 26,888                                      | 55,852                                      |                                             | [ 都 44 ]                                   |                                             |
| 1997年（平成09年）                          | 32,126                                      | 30,811                                      | 62,937                                      |                                             | [ 都 127 ]                                  |                                             |
| 1998年（平成10年）                          | 44,049                                      | 35,203                                      | 79,252                                      |                                             | [ 都 46 ]                                   |                                             |
| 1999年（平成11年）                          | 44,456                                      | 43,577                                      | 88,033                                      |                                             | [ 都 47 ]                                   |                                             |
| 2000年（平成12年）                          | 47,397                                      | 46,822                                      | 94,219                                      |                                             | [ 都 128 ]                                  |                                             |
| 2001年（平成13年）                          | 47,600                                      | 46,792                                      | 94,392                                      |                                             | [ 都 129 ]                                  |                                             |
| 2002年（平成14年）                          | 45,381                                      | 44,789                                      | 87,170                                      |                                             | [ 都 130 ]                                  |                                             |
| 2003年（平成15年）                          | 39,847                                      | 38,620                                      | 78,467                                      |                                             | [ 都 131 ]                                  |                                             |
| 2004年（平成16年）                          | 37,003                                      | 35,948                                      | 72,951                                      |                                             | [ 都 132 ]                                  |                                             |
| 2005年（平成17年）                          | 35,167                                      | 34,636                                      | 69,803                                      |                                             | [ 都 133 ]                                  |                                             |
| 2006年（平成18年）                          | 33,000                                      | 32,058                                      | 65,058                                      |                                             | [ 都 134 ]                                  |                                             |
| 2007年（平成19年）                          | 34,383                                      | 33,511                                      | 67,894                                      |                                             | [ 都 135 ]                                  |                                             |
| 2008年（平成20年）                          | 30,860                                      | 30,181                                      | 61,041                                      |                                             | [ 都 136 ]                                  |                                             |
| 2009年（平成21年）                          | 30,956                                      | 30,362                                      | 61,318                                      |                                             | [ 都 137 ]                                  |                                             |
| 2010年（平成22年）                          | 28,169                                      | 27,626                                      | 55,795                                      |                                             | [ 都 138 ]                                  |                                             |
| 2011年（平成23年）                          | 27,159                                      | 26,690                                      | 53,849                                      |                                             | [ 都 139 ]                                  |                                             |
| 2012年（平成24年）                          | 31,260                                      | 30,416                                      | 61,676                                      |                                             | [ 都 140 ]                                  |                                             |
| 2013年（平成25年）                          | 31,723                                      | 31,082                                      | 62,805                                      |                                             | [ 都 141 ]                                  |                                             |
| 2014年（平成26年）                          | 32,068                                      | 31,608                                      | 63,676                                      |                                             | [ 都 142 ]                                  |                                             |
| 2015年（平成27年）                          | 33,440                                      | 32,937                                      | 66,377                                      |                                             | [ 都 143 ]                                  |                                             |
| 2016年（平成28年）                          | 32,748                                      | 32,244                                      | 64,992                                      |                                             | [ 都 144 ]                                  |                                             |
| 2017年（平成29年）                          | 32,526                                      | 32,137                                      | 64,663                                      |                                             | [ 都 145 ]                                  |                                             |
| 2018年（平成30年）                          | 34,241                                      | 33,939                                      | 68,180                                      | [ ゆ 2 ]                                    | [ 都 146 ]                                  |                                             |
| 2019年（令和元年）                          | 31,607                                      | 31,517                                      | 63,124                                      | [ ゆ 3 ]                                    | [ 都 147 ]                                  |                                             |
| 2020年（令和02年）                          | 12,189                                      | 12,027                                      | 24,216                                      |                                             | [ 都 148 ]                                  | [ 港 1 ]                                    |
| 2021年（令和03年）                          | 15,677                                      | 15,492                                      | 31,169                                      | [ ゆ 4 ]                                    | [ 都 149 ]                                  | [ 港 1 ]                                    |
| 2022年（令和04年）                          | 22,161                                      | 22,182                                      | 44,343                                      | [ ゆ 5 ]                                    | [ 都 150 ]                                  | [ 港 1 ]                                    |
| 2023年（令和05年）                          | 27,880                                      | 28,148                                      | 56,028                                      | [ ゆ 1 ]                                    |                                             |                                             |

備考
1. 1 2 3  1995年（平成7年）11月1日に開業。開業日から1996年3月31日までの計152日間を集計したデータ。

## 駅周辺

### 汐留口側
以前この先一帯は汐留駅の貨物ヤードだったが、2001年（平成13年） - 2002年（平成14年）ごろより再開発が進み、近代的なオフィス街として変貌を遂げている。
- 汐留駅（都営地下鉄大江戸線・ゆりかもめ）
- ウィング新橋
  - もとまちユニオン 新橋店
- 汐留シオサイト
  - 電通本社ビル
    - カレッタ汐留
    - アド・ミュージアム東京
    - 電通四季劇場［海］

  - 日本テレビタワー
    - 日本テレビホールディングス本社
      - 日本テレビ放送網本社
      - BS日本本社
      - CS日本本社
      - 日テレ・テクニカル・リソーシズ本社
      - 日テレアックスオン本社
      - 日本テレビアート本社
      - 読売中京FSホールディングス本社

  - パナソニック ライフソリューションズ社東京本社ビル
    - パナソニック汐留美術館

  - 汐留シティセンター
    - 汐留シティセンター郵便局
    - 富士通本社
    - ANAホールディングス・全日本空輸本社
    - 旧新橋停車場

  - 汐留タワー
    - 資生堂 汐留オフィス
    - ザ ロイヤルパークホテル 東京汐留

  - 東京汐留ビルディング
    - コンラッド東京

  - 汐留住友ビル
    - JSR本社
    - クレディ・アグリコル
    - ホテルヴィラフォンテーヌ汐留

  - ミネベアミツミ東京クロステックガーデン
  - 汐留メディアタワー
    - 共同通信社 本社
    - パークホテル東京

  - TOPPANエッジビル
  - 東京ツインパークス
  - アクティ汐留
  - 三井ガーデンホテル汐留イタリア街
  - JRAウインズ汐留（TCKオフト汐留）
- 新橋駅前ビル
- ドン・キホーテ 銀座本館

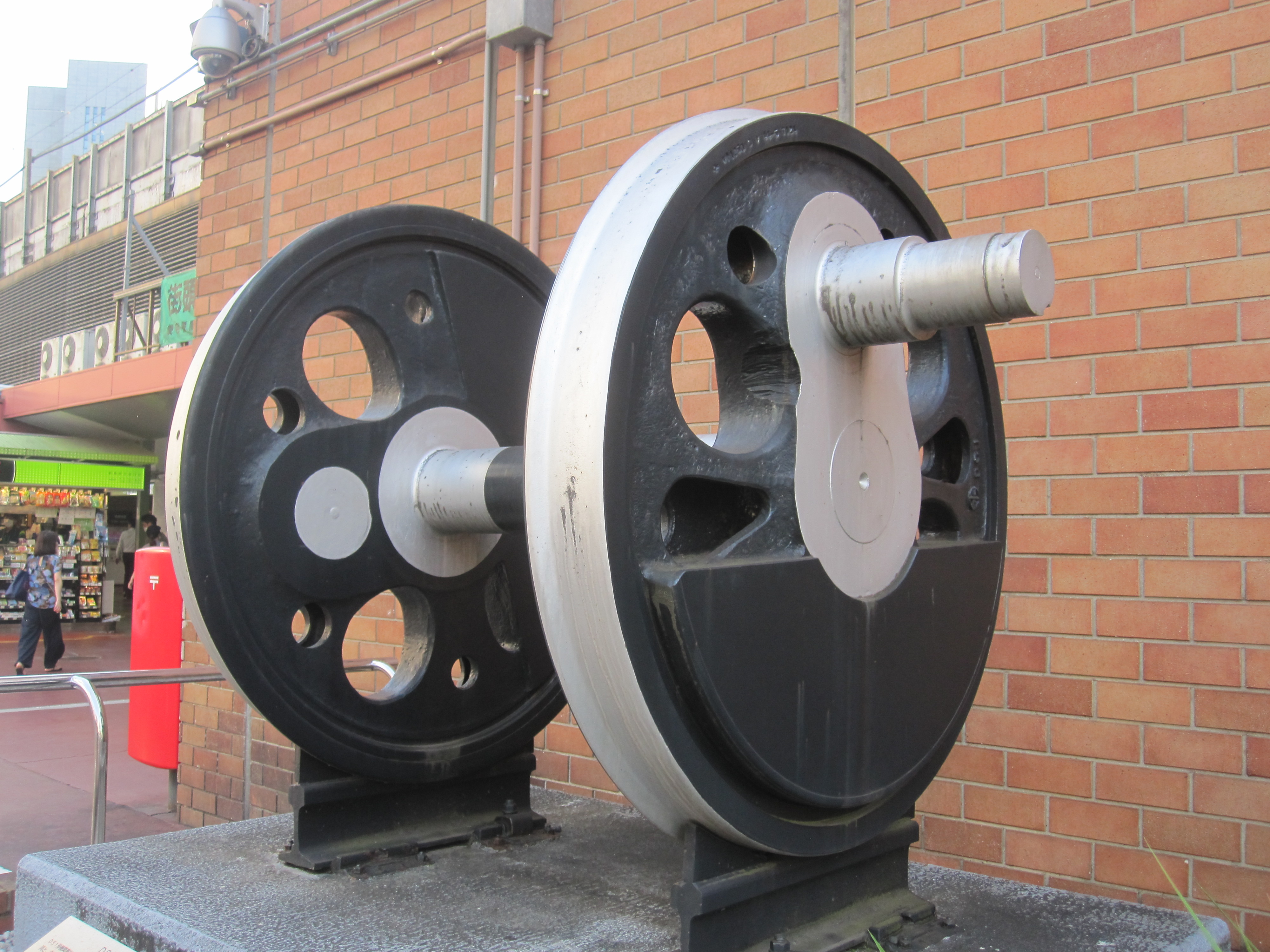
汐留口前のD51の動輪（2020年8月）
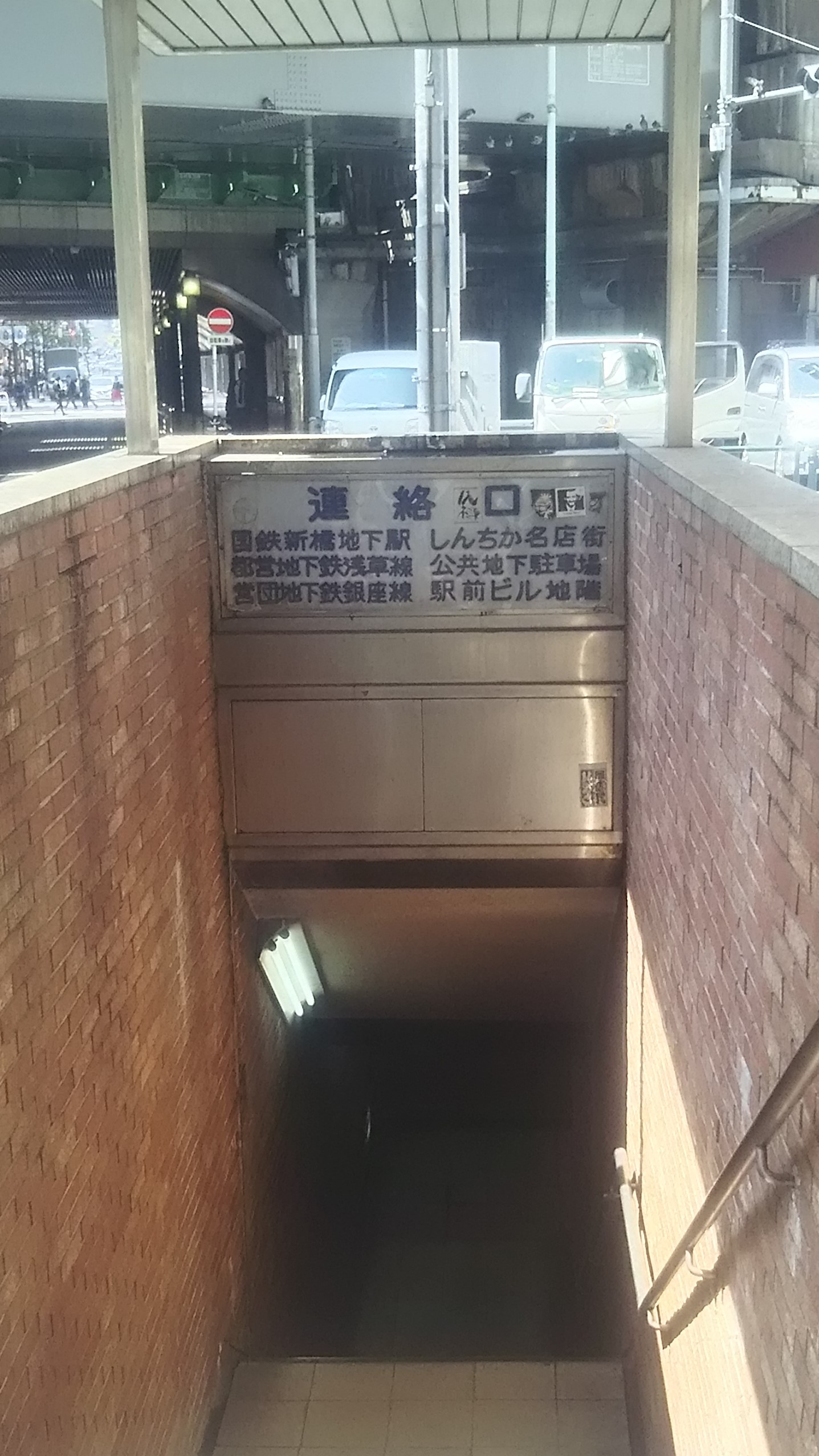
「国鉄」「営団」「しんちか」の表示が残る新橋駅前ビルの地下入口（2018年4月）

### 烏森口側
古くからの商店街や中小様々な雑居ビルや居酒屋などの飲食店が混在する、ビジネスマンの繁華街・歓楽街となっている。
- 烏森神社
- 港区生涯学習センター ばるーん
- 新橋四郵便局
- 新橋文化劇場（映画館）

### 日比谷口

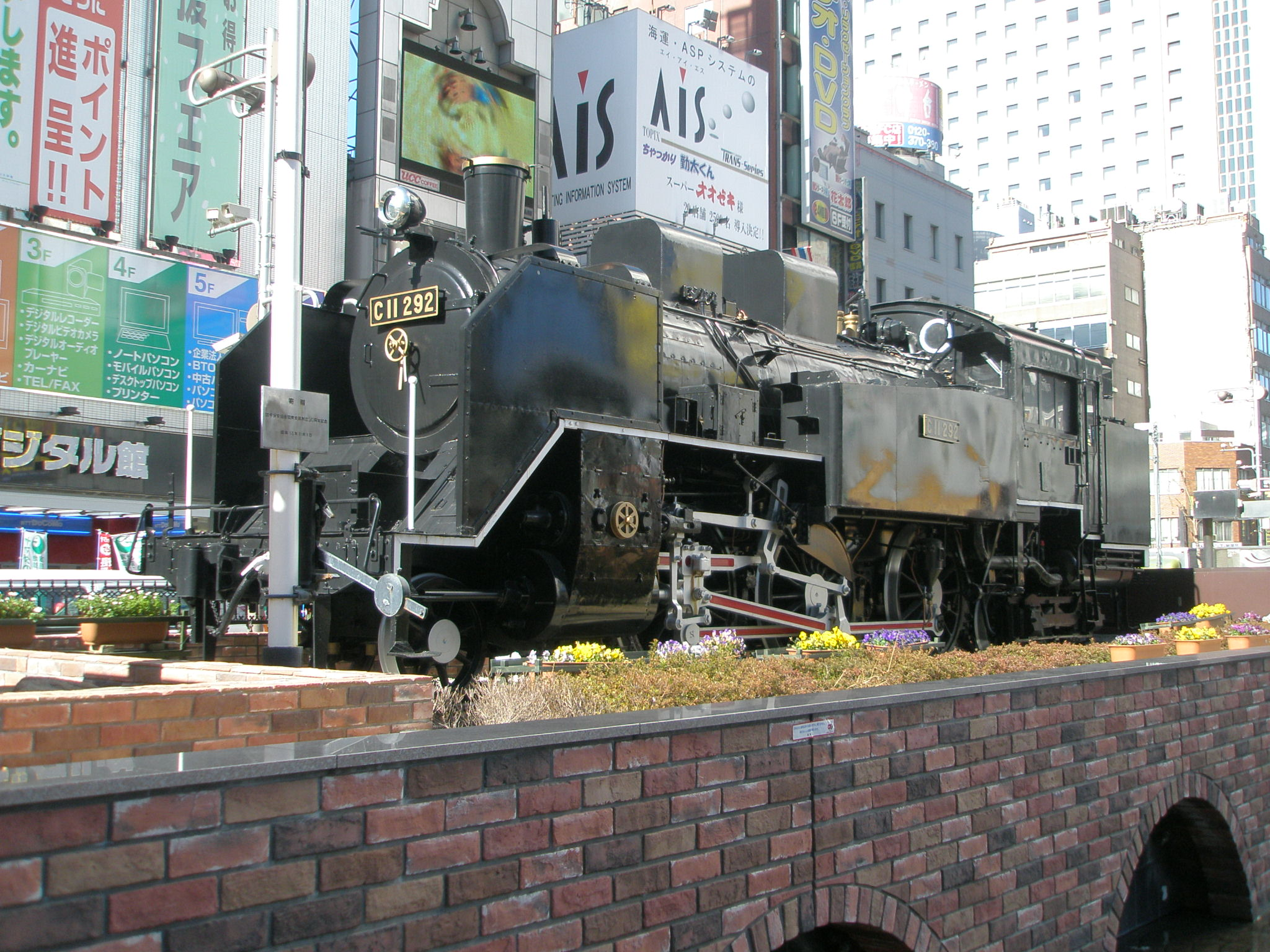
日比谷口前のSL広場（2008年2月）

1972年（昭和47年）に駅前広場が再整備された際、C11形蒸気機関車（C11 292、1945年〈昭和20年〉製造・1972年〈昭和47年〉廃車）が姫路から持ち込まれて静態保存された。以後、通称「SL広場」と呼ばれている。このSLは毎日3回（12時、15時、18時）汽笛が鳴らされる。テレビのニュース番組などでサラリーマンやOLへの街頭インタビューがこの広場で行われることが往々にしてある。広場に隣接して競輪場外車券売場のラ・ピスタ新橋（会員制）がある。また、SL広場横にあるニュー新橋ビルには金券ショップが多く入居している。
SL広場になる以前は野外ステージ（通称：新橋ステージ）があり、1950年代に街頭テレビが設置され、ステージの下部には場外馬券売場（のちに移転、ウインズ新橋）も置かれるなど多くの人達で賑わったが、1972年（昭和47年）の駅前再開発計画でステージは解体され、SL広場となった。
- ニュー新橋ビル
  - ニュー新橋ビル内郵便局
- 新橋亭
- 第一ホテル東京
- 内幸町ホール
- 内幸町
- 航空会館
- みずほ銀行 東京営業部
- 東京電力ホールディングス 本店
- 内幸町駅（都営地下鉄三田線） - 新橋界隈と三田線沿線との移動では同駅を用いた方が至便である。
- 日比谷シティ - 旧・NHK東京放送会館跡地
- 日比谷公園
  - 日比谷野外音楽堂
  - 千代田区立日比谷図書文化館 - 旧・東京都立日比谷図書館
- ダイワロイネットホテル新橋 - 駅ナカシェアオフィス「STATION WORK」が利用可能（事前予約制）[28][報道 9]。
- 日比谷OKUROJI - JR東日本が運営する有楽町駅 - 新橋駅間の高架下商業施設[報道 10]。
- 日比谷グルメゾン - JR東海が運営する有楽町駅 - 新橋駅間の高架下商業施設[報道 11]。

### 銀座口

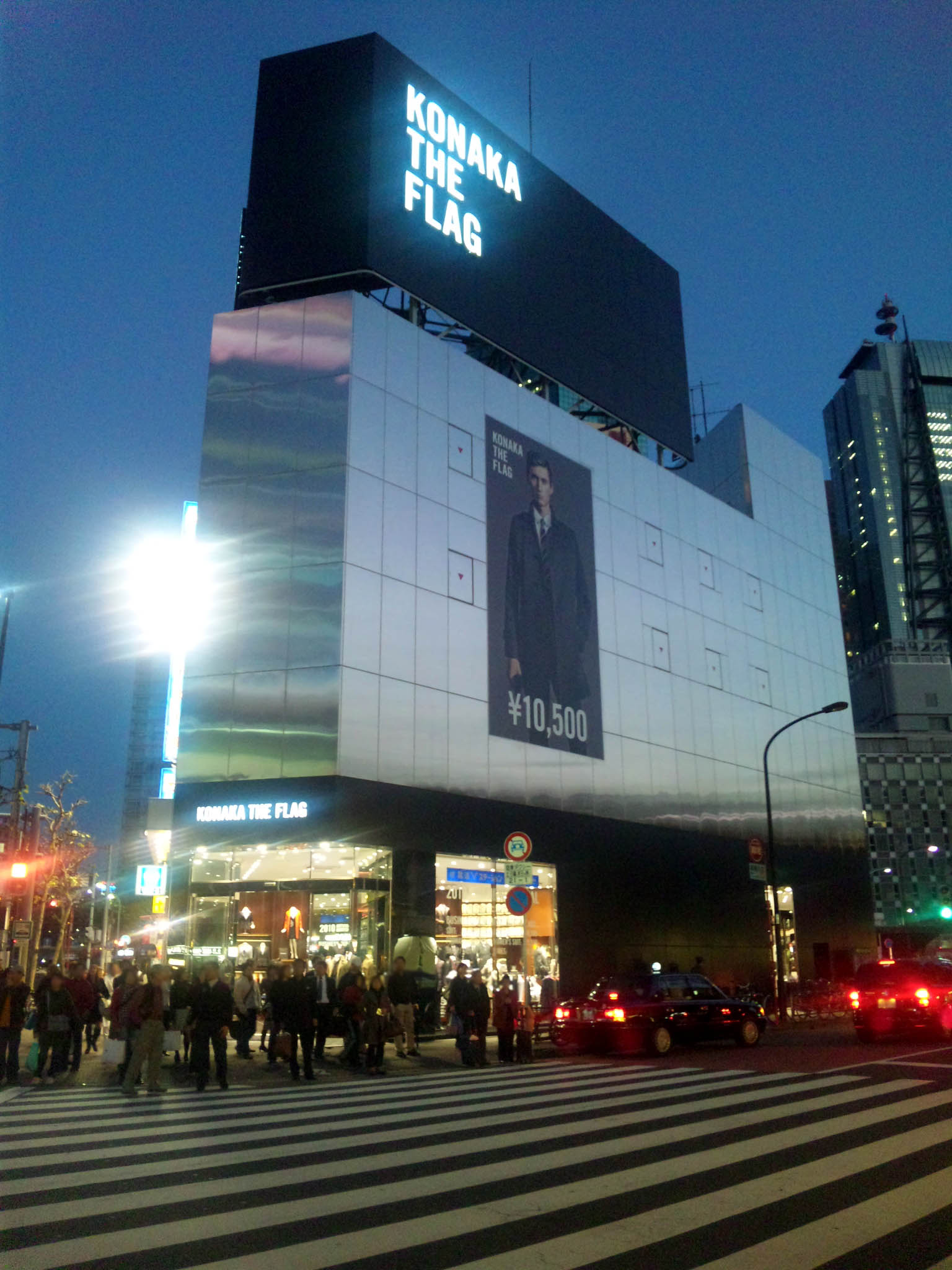
銀座口前のKONAKA THE FLAG

銀座6 - 8丁目へのアクセスが便利な出口である。
- KONAKA THE FLAG - 旧・キムラヤセレクト銀座口店の店舗を再利用。
- 資生堂銀座ビル
- 博品館
  - 博品館劇場
- ヤマハホール
- 銀座グランドホテル
- 三井ガーデンホテル銀座プレミア
- 新橋郵便局
- 銀座郵便局

## バス路線
東口ターミナルの新橋駅前停留所には、都営バスのほかに深夜急行バスが発着する。都01・渋88系統は外堀通り上にある新橋駅北口停留所での乗降も可能。なお、都06・橋86系統の新橋駅前行きは東口ターミナルに乗り入れず、国道15号（第一京浜）上の降車専用バス停止まりとなる。
このほか、銀座線3番出口付近（新橋一丁目交差点北側）の新橋停留所、国道15号（第一京浜）上の新橋駅停留所、およびゆりかもめ2D番出口付近（日本テレビタワー前）に位置する東京BRTの新橋停留施設（ナンバリング：B01）も利用可能である。
| 運行事業者                    | 系統・行先 | 備考 |
| 新橋駅前                      | 新橋駅前 | 新橋駅前 |
| ----------------------------- | --- | --- |
| 都営バス                      | - 都01(T01)・都06・渋88：渋谷駅前 - 市01：豊洲市場・市場前駅前 - 市01急行：豊洲市場 - 業10：とうきょうスカイツリー駅前 - 業10出入：深川車庫前 - 橋63：小滝橋車庫前 - 橋86：目黒駅前                                                   | - 「市01急行」は豊洲市場開場日の朝のみ運行 - 「業10」「業10出入」は20時以降のみ発着（案内上は「新橋」） - 「橋86」は平日・土曜のみ運行 |
| 京成バス                      | 深夜急行：稲毛駅 | |
| ちばグリーンバス              | 深夜急行：京成佐倉駅／JR成田駅 | 運休中 |
| 成田空港交通                  | 深夜急行：成田空港 | 運休中 |
| 船橋新京成バス                | 深夜急行：鎌ヶ谷大仏 | 運休中 |
| 新橋駅北口                    | | |
| 都営バス                      | 都01(T01)・渋88：渋谷駅前／新橋駅前 | |
| ちぃばす （フジエクスプレス） | 芝ルート：みなとパーク芝浦 | |
| 新橋駅                        | | |
| ちぃばす （フジエクスプレス） | 芝ルート：みなとパーク芝浦 | |
| 京王バス                      | 030：永福町 | 休日のみ運行 |
| 新橋                          | | |
| 都営バス                      | - 業10：とうきょうスカイツリー駅前 - 業10出入：深川車庫前 | 20時以降は「新橋駅前」ののりばから発着                                                                                                 |
| 東京BRT                       | - 幹線ルート(BRT 1)：国際展示場・東京テレポート・豊洲市場前／虎ノ門ヒルズ - 晴海・豊洲ルート(BRT 3)：ミチノテラス豊洲（豊洲市場前）・豊洲・晴海BRTターミナル／虎ノ門ヒルズ - 選手村ルート(BRT 7)：HARUMI FLAG（晴海五丁目ターミナル） | 幹線ルートの東京テレポート行は土休日のみ、虎ノ門ヒルズ行は平日朝のみ運行                                                               |

## 将来の予定
東京モノレール羽田空港線が浜松町駅から当駅を経て東京駅方面まで延伸される計画が存在するが、2019年（平成31年・令和元年）時点では具体化されていない。東京モノレール羽田空港線#新橋・東京延伸計画も参照。なお、この路線は計画当初、当駅を始発駅としていた。

## フィクションでの登場
- アニメ映画『機動警察パトレイバー 2 the Movie』では、東京高速鉄道の旧駅、いわゆる「幻の新橋駅」が劇中に登場している。ただし、内部の様子に関してはほぼ架空の設定が充てられている。
- 映画『252 生存者あり』（2008年〈平成20年〉公開）でも同様に「幻の新橋駅」が、また、現在運用されている銀座線新橋駅の改札口やホームが登場する（すべて千葉県内にセットを設営して撮影された）。ただし、劇中では企業名を架空の「東京サブウェイ」と変更し、セット内の企業名や駅構内売店の名称なども架空の名称に差し替えている。

## 隣の駅
東日本旅客鉄道（JR東日本）
 東海道線
■普通・■（常磐線）特別快速・■■（常磐線）快速
東京駅 (JT 01) - 新橋駅 (JT 02) - 品川駅 (JT 03)
 京浜東北線
■快速
通過
■各駅停車
有楽町駅 (JK 25) - 新橋駅 (JK 24) - 浜松町駅 (JK 23)
 山手線
有楽町駅 (JY 30) - 新橋駅 (JY 29) - 浜松町駅 (JY 28)
 横須賀線
- 特急「湘南」停車駅

東京駅 (JO 19) - 新橋駅 (JO 18) - 品川駅 (JO 17)
東京地下鉄（東京メトロ）
 銀座線
虎ノ門駅 (G 07) - 新橋駅 (G 08) - 銀座駅 (G 09)
東京都交通局（都営地下鉄）
 都営浅草線
■エアポート快特
大門駅 (A 09) - 新橋駅 (A 10) - 日本橋駅 (A 13)
■エアポート快特以外の列車種別
大門駅 (A 09) - 新橋駅 (A 10) - 東銀座駅 (A 11)
ゆりかもめ
 東京臨海新交通臨海線（ゆりかもめ）
新橋駅 (U 01) - 汐留駅 (U 02)